# Frații Wright
Frații Wright, Orville (n. 19 august 1871, Dayton, Ohio, SUA – d. 30 ianuarie 1948, Dayton, Ohio, SUA) și Wilbur (n. 16 aprilie 1867, Millville⁠(d), comitatul Henry, Indiana, SUA – d. 30 mai 1912, Dayton, Ohio, SUA), au fost doi aviatori, ingineri, inventatori și pionieri ai aviației Americane, creditați în general cu inventarea, construcția și pilotarea reușite ale primului avion din lume. Ei au efectuat primul zbor controlat, susținut și autopropulsat al unui aparat mai greu ca aerul la 17 decembrie 1903, la patru mile sud de localitatea Kitty Hawk, Carolina de Nord⁠(d). În 1904–1905, cei doi frați au dezvoltat, din prima lor mașină de zbor, primul avion practic cu aripi fixe⁠(d). Deși nu au fost primii care au construit  avioane experimentale, frații Wright au fost cei care au inventat mecanismele de control al zborului care au făcut posibil primul zbor autopropulsat.
Realizarea fundamentală a celor doi frați a fost inventarea controlului pe trei axe⁠(d), care a permis pilotului să manevreze avionul eficient și să-i păstreze echilibrul. Această metodă a devenit și încă mai este standard pe avioanele cu aripi fixe de orice fel. De la începutul activității lor în domeniul aeronauticii, frații Wright s-au concentrat pe dezvoltarea unei metode fiabile de control pentru piloți, pe care o considerau cheia rezolvării „problemei zborului”. Această abordare era mult diferită de ce făceau alți experimentatori ai vremii, care puneau accent mai mult pe dezvoltarea de motoare puternice. Utilizând un mic tunel aerodinamic dezvoltat de ei, frații Wright au și strâns mai multe date exacte decât oricine altcineva înaintea lor, ceea ce le-a permis să proiecteze și să construiască aripi și elice mai eficiente decât orice se realizase până la ei. Primul lor brevet american, cu numărul 821.393, nu revendica inventarea unei mașini de zbor, ci mai degrabă a unui sistem de control aerodinamic care manevra suprafețele unei mașini de zbor.
Au dobândit aptitudinile de mecanică esențiale pentru succesul lor de-a lungul anilor petrecuți lucrând în atelierul lor cu mașini de tipărit, biciclete, motoare și alte utilaje. În special lucrul la biciclete a influențat credința lor că un vehicul instabil cum ar fi un aparat de zbor putea fi controlat și echilibrat prin exercițiu. Din anul 1900 până la primul lor zbor autopropulsat de la sfârșitul lui 1903, ei au efectuat ample teste cu planoare care le-au dezvoltat și abilitățile de piloți. Charlie Taylor⁠(d), un angajat al atelierului lor de biciclete, a devenit și el o parte importantă a echipei, și a construit primul motor de avion în strânsă colaborare cu cei doi frați.
Statutul fraților Wright de inventatori ai avionului a fost supus unor contestații din partea mai multor părți. Multe controverse persistă pe marginea unor revendicări concurente ale unor aviatori timpurii⁠(d). Edward Roach, istoric la Parcul Național Istoric al Istoriei Aviației de la Dayton⁠(d) susține că cei doi au fost niște excelenți ingineri autodidacți, capabili și să administreze o întreprindere mică, dar că nu aveau abilitățile de afaceri și temperamentul necesare pentru a domina industria aviației în perioada ei de creștere.

## Copilărie
| Wilbur                                          |  | Imagine indisponibilă |
| Wilbur (stânga) și Orville în copilărie în 1876 |  |                       |

Frații Wright au fost doi din cei șapte copii ai lui Milton Wright⁠(d) (1828–1917), de origine engleză⁠(d) și olandeză⁠(d), și ai lui Susan Catherine Koerner (1831–1889), de origine germană⁠(d) și elvețiană⁠(d). Mama lui Milton Wright, Catherine Reeder, se trăgea din strămoșul familiei Vanderbilt⁠(d) și din familia hughenotă Gano din New Rochelle⁠(d). Wilbur s-a născut lângă Millville, Indiana⁠(d) în 1867; Orville la Dayton, Ohio, în 1871. Cei doi nu s-au căsătorit niciodată. Ceilalți frați Wright erau Reuchlin (1861–1920), Lorin (1862–1939), Katharine⁠(d) (1874–1929), și gemenii Otis și Ida (născuți în 1870, și morți în copilărie). La școala primară, Orville avea o predilecție spre încălcarea regulilor și a fost exmatriculat o dată. Pe linie paternă directă, ascendența lor merge până la un anume Samuel Wright (n. 1606 în Essex, Anglia) care a plecat pe mare în America și s-a stabilit în Massachusetts în 1636⁠(d).
În 1878, tatăl lor, care călătorea mult în calitatea sa de episcop în Biserica Unită a Fraților întru Hristos⁠(d), a adus acasă un elicopter de jucărie pentru cei doi fii mai tineri. Aparatul se baza pe o invenție a pionierului francez al aeronauticii Alphonse Pénaud⁠(d). Realizată din hârtie, bambus și plută, cu o bandă de cauciuc care să-i învârtească rotorul, jucăria avea cam 30 cm lungime. Wilbur și Orville s-au jucat cu ea până s-a defectat, după care au construit alta în loc. În anii ce au urmat, ei au făcut referire la experiența cu acea jucărie ca fiind scânteia care le-a aprins interesul față de zbor.

## Începuturile carierei și cercetărilor

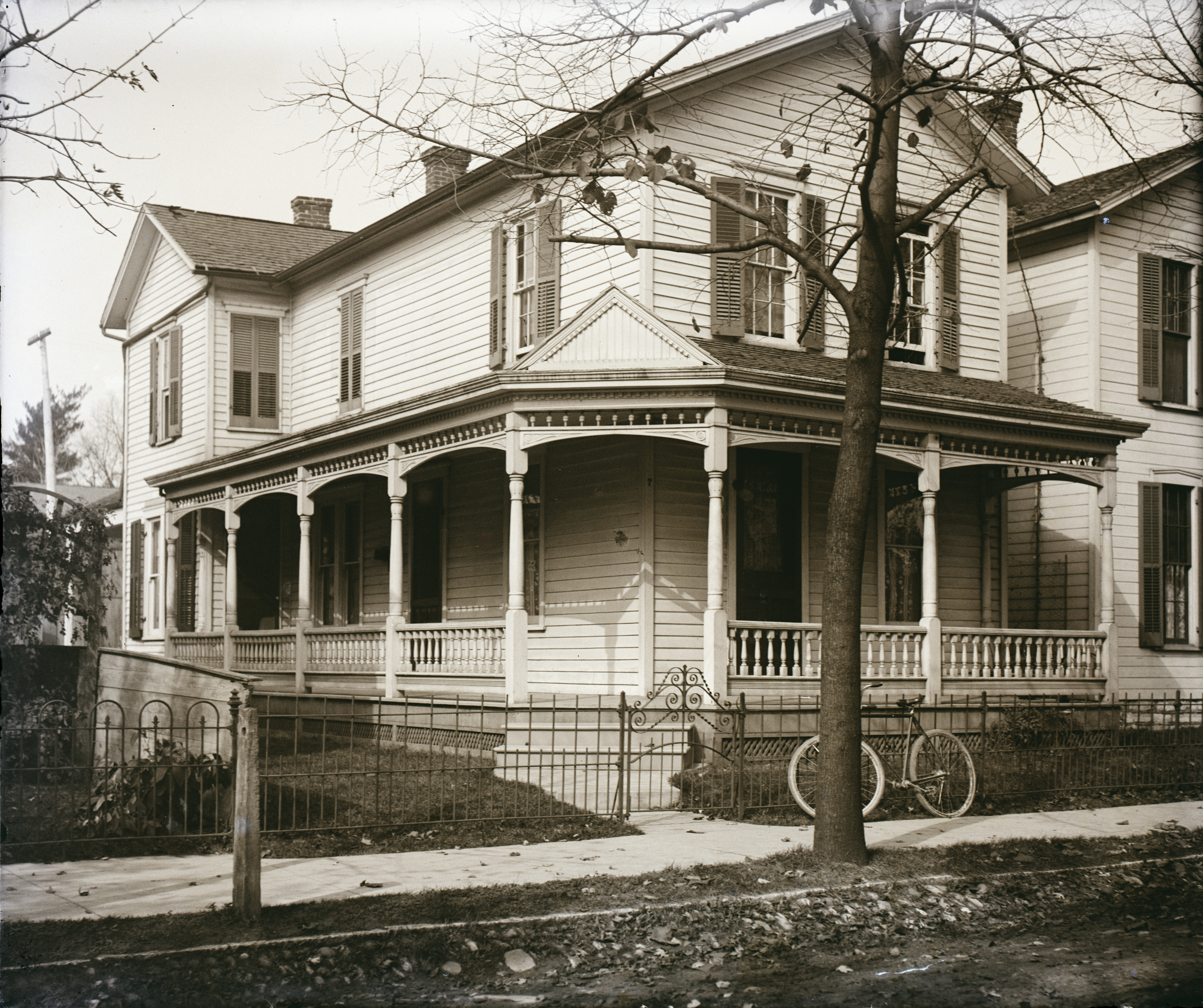
Casa fraților Wright din Hawthorn Street nr. 4, Dayton pe la 1900. Wilbur și Orville au construit veranda acoperită cu colț în 1890.

Ambii frați au mers la liceu, dar nu au primit diplome de absolvire. Mutarea bruscă a familiei în 1884 de la Richmond, Indiana, unde a trăit în anii 1870, la Dayton, Ohio, l-a împiedicat pe Wilbur să-și primească diploma sa după ce a terminat cei patru ani de liceu. Diploma i-a fost acordată post-mortem lui Wilbur la 16 aprilie 1994, cu ocazia aniversării a 127 de ani de la nașterea lui.
La sfârșitul lui 1885 sau la începutul lui 1886 Wilbur a fost lovit în față cu o crosă de hochei la un joc pe gheață cu prietenii, accident în urma căruia și-a pierdut dinții din față. El era energic și sportiv pe atunci, dar, deși rănile nu păreau deosebit de grave, el a devenit retras. Voise să învețe la Yale, dar și-a petrecut următorii câțiva ani stând mai mult în casă. În acest timp, el a îngrijit-o pe mama lui, bolnavă de tuberculoză, a citit mult din biblioteca tatălui său, căruia i-a acordat un prețios ajutor în timpul perioadei de controverse⁠(d) din sânul Bisericii Fraților, dar și-a exprimat și neliniștea față de propria lipsă de ambiție.
Orville a renunțat la școală după primul an de liceu pentru a începe o afacere cu tiparnițe în 1889, după ce a proiectat și construit propria mașină de tipărit împreună cu Wilbur. Wilbur a venit și el să lucreze la imprimerie, și în martie frații au lansat un săptămânal, West Side News. În numerele ulterioare, Orville era creditat ca editor și Wilbur ca redactor pe antet. În aprilie 1890, au transformat săptămânalul în cotidian, cu titlul The Evening Item, dar n-a mai durat decât patru luni. Ei s-au axat apoi pe imprimarea comercială. Unul dintre clienții lor a fost prietenul și colegul de clasă al lui Orville, Paul Laurence Dunbar, care avea să devină celebru în lume ca unul din primii poeți și scriitori afro-americani. Pentru o scurtă perioadă, frații Wright au tipărit Dayton Tattler, un săptămânal edutat de Dunbar.

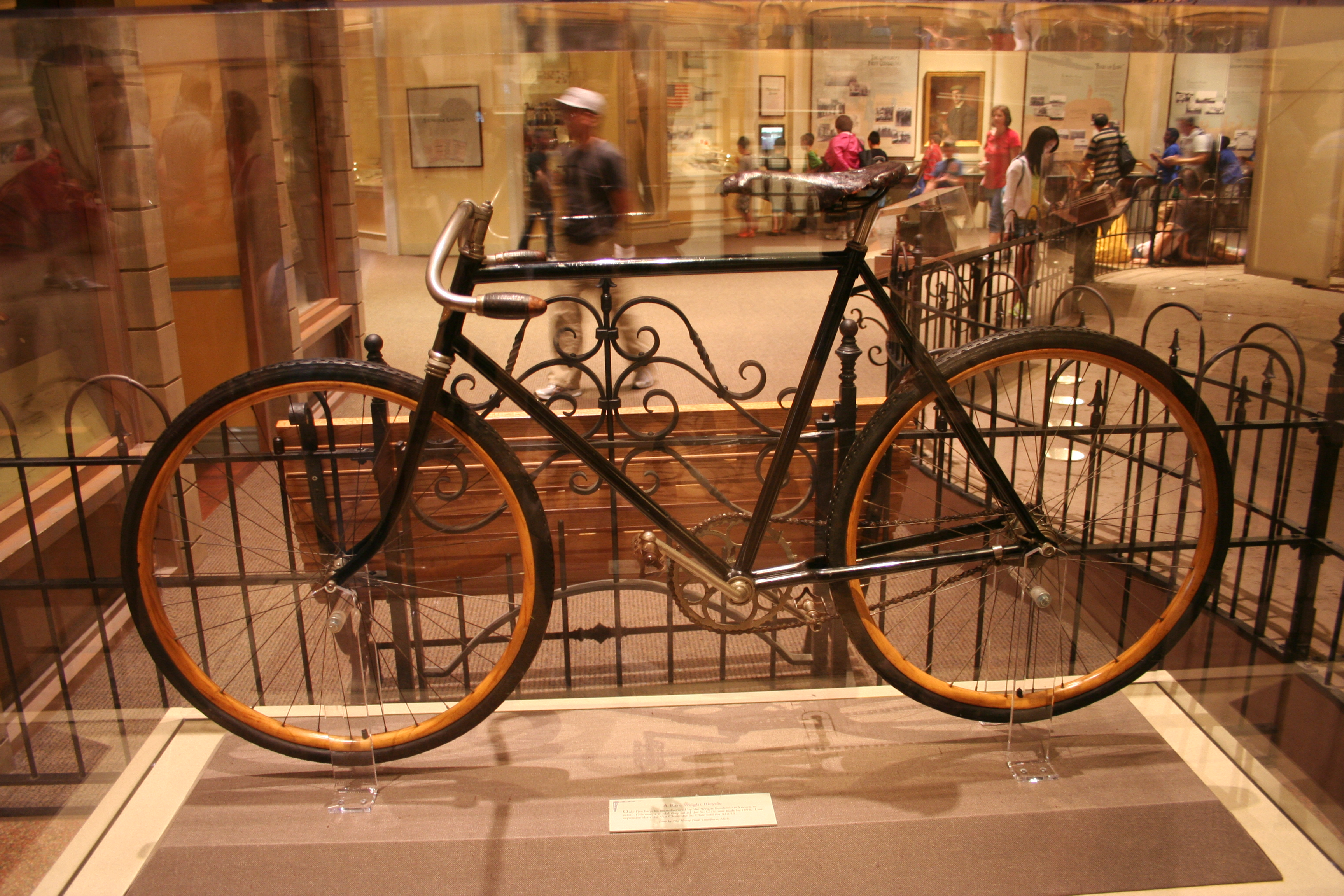
Bicicleta fraților Wright la National Air and Space Museum

Profitând de explozia de popularitate a bicicletelor⁠(d) (stimulată de inventarea bicicletei de siguranță⁠(d) și de substanțialele ei avantaje ale ei față de modelul penny-farthing⁠(d)), în decembrie 1892 frații au deschis o prăvălie cu atelier de reparații (Wright Cycle Exchange, mai târziu Wright Cycle Company⁠(d)), iar în 1896 au început să fabrice propriul brand. S-au folosit de acest demers pentru a-și finanța interesul crescând față de zbor. La începutul sau mijlocul anilor 1890, au văzut în ziare sau reviste articole și, probabil, fotografii ale dramaticelor planări ale lui Otto Lilienthal în Germania.
Anul 1896 a adus trei evenimente aeronautice importante. În luna mai, secretarul Smithsonian Institution, Samuel Pierpont Langley⁠(d), a reușit să facă să zboare un model de aparat de zbor fără om la bord, cu aripi fixe și motor cu aburi. La mijlocul anului, inginerul Octave Chanute⁠(d) din Chicago, o somitate a aeronauticii, a adunat mai mulți oameni care testaseră diverse tipuri de planoare la dunele de nisip de-a lungul malului Lacului Michigan. În luna august, Lilienthal a murit în urma prăbușirii planorului său. Aceste evenimente au rămas întipărite în mintea fraților, mai ales moartea lui Lilienthal. Frații Wright au citat mai târziu moartea lui ca fiind momentul în care a început interesul lor cu adevărat serios față de cercetarea zborului. Wilbur spunea: „Lilienthal a fost fără îndoială cel mai mare dintre precursori, și lumea îi datorează foarte mult”. În mai 1899, Wilbur a scris o scrisoare la Smithsonian Institution prin care solicita de informații și publicații despre aeronautică. Bazându-se pe activitatea lui George Cayley⁠(d), Chanute, Lilienthal, Leonardo da Vinci, și Langley, ei au început în acel an să facă experimente mecanice și aeronautice.
Frații Wright au prezentat întotdeauna publicului o imagine unitară, împărțind egal creditul pentru invenția lor. Biografii au consemnat că Wilbur a luat inițiativa în 1899-1900, scriind despre „mașina mea” „planurile mele” înainte ca Orville să se implice mai profund, după care în comunicarea publică persoana întâi singular a fost abandonată în favoarea lui „noi” și „nostru”. Autorul James Tobin afirmă că „este imposibil să ni-l imaginăm pe Orville, oricât ar fi fost el de strălucit, furnizând forța motrice care le-a demarat activitatea și a păstrat-o în mers din camera din spate a unei prăvălii din Ohio până la conferințe cu capitaliști, președinți și regi. Will a făcut asta. El a fost liderul, de la început până la sfârșit.”

### Idei despre control

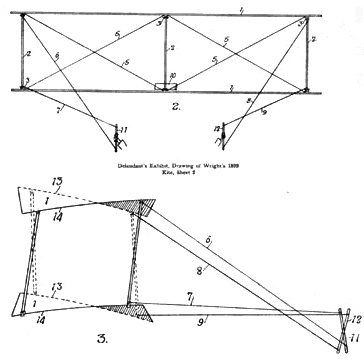
Zmeul Wright din 1899: față și vedere laterală, cu manete de control. Răsucirea aripii este prezentată în ilustrația de jos. (desen al fraților Wright în Biblioteca Congresului)

În ciuda sorții lui Lilienthal, frații preferau strategia lui: de a exersa planarea pentru a stăpâni arta controlului înainte de a încerca un zbor cu motor. Moartea aeronautului britanic Percy Pilcher⁠(d) într-un alt accident de planor în octombrie 1899 le-a întărit opinia că o metodă sigură de control pentru pilot este cheia succesului unui zbor reușit în condiții de siguranță. De la bun început, experimentele lor priveau controlul ca a treia parte nerezolvată a „problemei zborului”. Ei credeau că cunoașterea suficient de promițătoare a celorlalte două subiecte—aripile și motoarele—exista deja. Frații Wright s-au abătut astfel mult față de mult mai experimentații practicieni ai vremii, în special față de Clément Ader, Maxim⁠(d) și Langley, care construiau motoare puternice, le atașau de cadre dotate cu dispozitive de control nedemonstrate, și se așteptau să poată fi conduse fără o experiență anterioară de zbor. Deși erau de acord cu ideea de exercițiu a lui Lilienthal, frații Wright considerau că metoda lui de echilibrare și control prin deplasarea greutății corpului este inadecvată. Ei erau hotărâți să găsească ceva mai bun.
Pe baza acestor observații, Wilbur a concluzionat că păsările își modifică unghiul capetelor aripilor pentru a face corpul să ruleze spre dreapta sau spre stânga. Cei doi frați au hotărât că aceasta ar fi și o modalitate bună pentru ca un aparat de zbor să vireze—să se „încline” sau să se „aplece” în viraj, ca o pasăre—exact ca un om care își ține echilibrul pe bicicletă, o experiență pe care o cunoșteau bine. La fel de important, ei sperau că această metodă ar permite și recuperarea atunci când vântul ar înclina aparatul într-o parte (echilibru lateral). Ei nu știau însă cum să obțină același efect cu aripi artificiale și au descoperit în cele din urmă răsucirea aripilor⁠(d) când Wilbur a răsucit, fără vreun motiv anume, o cameră de bicicletă la atelierul de biciclete.
Alți cercetători ai aeronauticii priveau zborul ca fiind ceva similar cu locomoția la sol, cu excepția că suprafața ar fi ridicată. Ei gândeau în termeni de folosire a unei cârme ca de la ambarcațiuni pentru direcție, în timp ce aparatul de zbor rămânea, în esență, echilibrat în aer, ca un tren sau un automobil sau o barcă pe suprafață. Ideea de a se înclina deliberat într-o parte ori li se părea nedorită, ori nici măcar nu intra în calculele lor. Unii dintre acești alți cercetători, inclusiv Langley și Chanute, căutau idealul intangibil al „stabilității inerente”, crezând că pilotul unui aparat de zbor nu ar fi capabil să reacționeze suficient de repede la perturbări ale vântului pentru a utiliza eficient mecanismele de control. Frații Wright voiau, în schimb, ca pilotul să aibă control absolut. Pentru acest motiv, primele lor proiecte nu făceau niciun fel de concesii stabilității constructive (cum ar fi aripile diedrale⁠(d)). Ei au proiectat intenționat primul lor aparat de zbor din 1903 cu aripi anhedrale⁠(d) (atârnate), care sunt în mod inerent instabile, dar mai puțin susceptibile la a fi răsturnate de vânturile laterale.

## Zborurile

### Către zbor

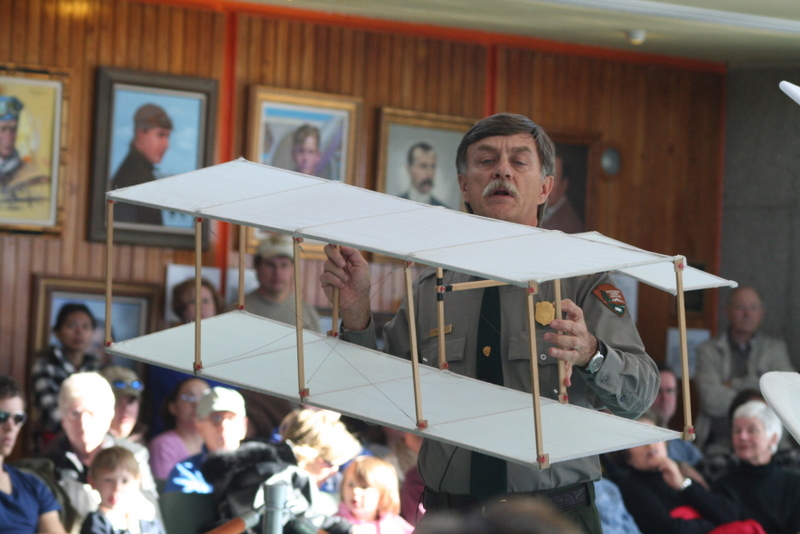
Park rangerul Tom White demonstrează o replică a zmeului-cutie al fraților Wright din 1899 la

În iulie 1899, Wilbur a pus la încercare aripa cu răsucire⁠(d) construind și apoi înălțând un zmeu biplan cu o anvergură a aripilor de 1,5 m. Când aripile se răsuceau, un capăt de aripii producea mai multă portanță, iar celălalt capăt mai mai puțină. Inegalitatea de portanță făcea ca aripile să se încline, sau să se aplece: capătul cu mai multă portanță se înălța, în timp ce celălalt capăt cobora, provocând un viraj în direcția capătului coborât. Deformarea era controlată prin intermediul a patru cabluri atașate la zmeu, care duceau la două manete ținute de conducătorul zmeului, care le înclina în direcții opuse pentru a răsuci aripile.
În 1900, frații au mers la Kitty Hawk⁠(d), Carolina de Nord, pentru a-și începe experimentele de planare cu om la bord. În răspunsul dat primei scrisori primită de la Wilbur, Octave Chanute sugerase coasta mijlocie a Atlanticului pentru brizele ei regulate și pentru suprafețele moi de aterizare pe plajele cu nisip. Wilbur a cerut și a analizat și datele de la Weather Bureau⁠(d), și a hotărât să meargă la Kitty Hawk după ce a primit informații și de la meteorologul guvernului staționat acolo. Kitty Hawk, deși un loc izolat, era mai aproape de Dayton decât alte locații sugerate de Chanute, cum ar fi California și Florida. Locul prezenta și avantajul izolării lor față de reporteri, care transformaseră experimentele lui Chanute din 1896 de pe Lacul Michigan într-un fel de circ. Chanute i-a vizitat în tabăra lor în fiecare sezon între 1901 și 1903 și a văzut experimentele de planare, dar nu și zborurile autopropulsate.

### Planoarele

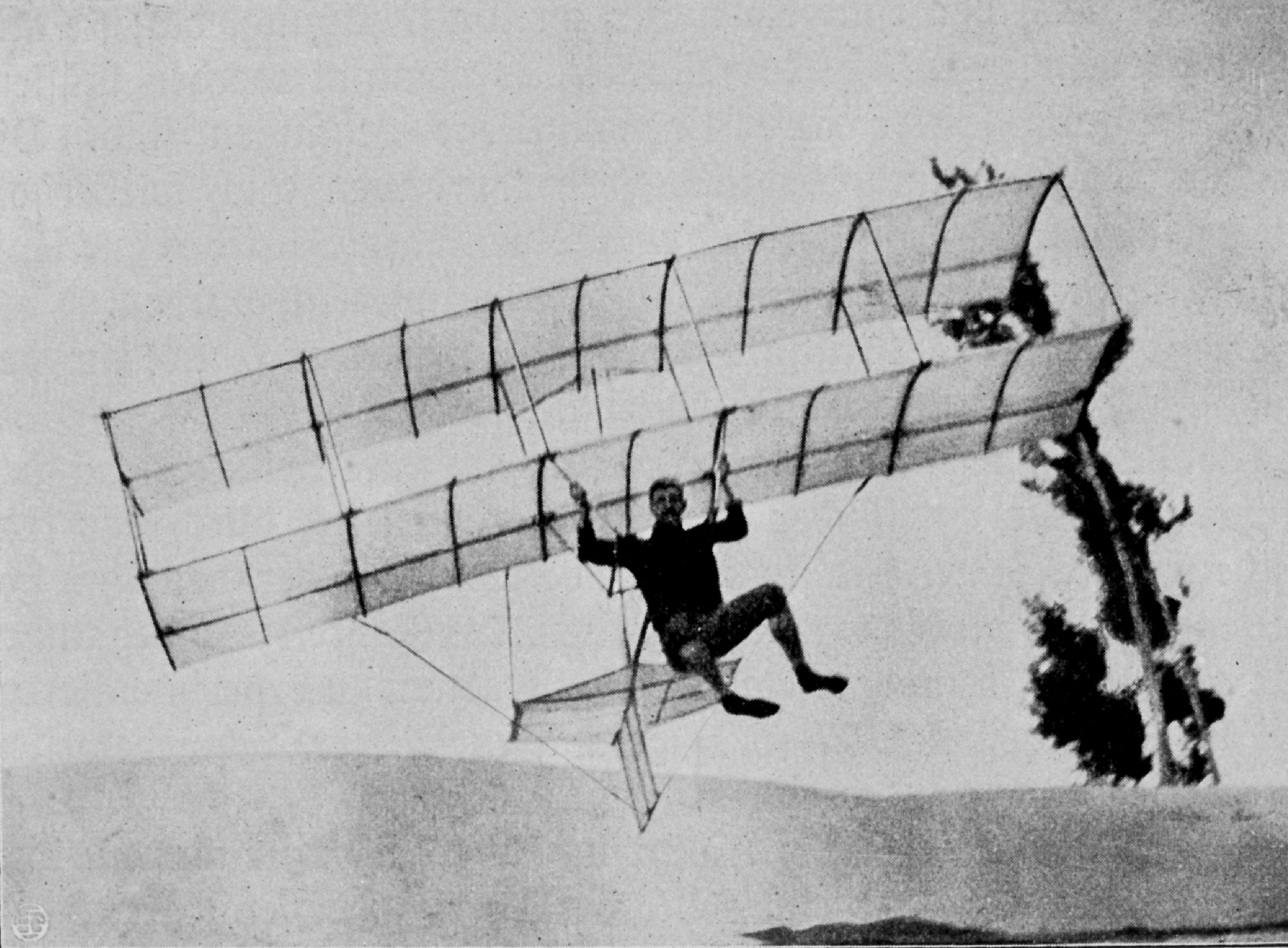
Planorul lui Chanute din 1896. Pilotul ar putea fi

Frații Wright și-au bazat designul zmeului și planoarelor de dimensiuni normale pe activitatea desfășurată în anii 1890 de către alți pionieri ai aviației. Ei au adoptat bazele proiectului planorului biplan Chanute-Hering („double-decker”, după cum îi spunea Wright), care zburase bine în experimentele din 1896 de lângă Chicago, și a folosit datele aeronautice despre portanță publicate de Otto Lilienthal. Frații Wright au conceput aripi cu o curbură a suprafeței superioare. Nu cei doi descoperiseră acest principiu, doar au profitat de el. Portanța superioară a unei suprafețe curbate față de una plană fusese discutată pentru prima dată științific de către Sir George Cayley⁠(d). Lilienthal, a cărui activitate a fost atent studiată de frații Wright, foloseau aripile arcuite în planoare, dovedind în zbor avantajul față de suprafețele plane.
Montanții de lemn dintre aripile planorului Wright erau fixate cu sârme în propria lor versiune a unui schelet Pratt cu grinzi triangulate⁠(d) modificat de Chanute, un design pentru construcția de poduri folosit de acesta pentru planorul biplan (inițial construit ca triplan). Frații Wright au montat profundorul orizontal în fața aripii, și nu în spate, crezând, se pare, că această caracteristică îi va ajuta să evite, sau să se protejeze de un picaj și de o prăbușire ca aceea în care a murit Lilienthal. Wilbur credea, incorect, că nu este nevoie de coadă, și primele două planoare nu aveau așa ceva. Potrivit unor biografi ai fraților Wright, probabil că Wilbur a făcut toate planările până în 1902, poate pentru a-și exercita autoritatea de frate mai mare și pentru a-l proteja pe Orville, întrucât nu voia să trebuiască să dea explicații episcopului Wright în cazul în care Orville s-ar fi rănit.
|      | Anvergură a aripilor | Suprafață a aripilor | Coarda | Grosime relativă | Alungire | Lungime | Greutate |
| ---- | -------------------- | -------------------- | ------ | ---------------- | -------- | ------- | -------- |
| 1900 | 5,33 m               | 15 m²                | 1,5 m  | 1/20             | 3.5:1    | 3,51 m  | 24 kg    |
| 1901 | 7 m                  | 27 m²                | 2,1 m  | 1/12,*1/19       | 3:1      | 4,3 m   | 44 kg    |
| 1902 | 9,78 m               | 28 m²                | 1,5 m  | 1/20–1/24        | 6.5:1    | 5,2 m   | 51 kg    |

* (Acest profil a cauzat grave probleme de stabilitate; frații Wright l-au modificat pe loc.)

#### 1900
Frații au zburat cu planorul numai pentru câteva zile la începutul toamnei anului 1900, la Kitty Hawk. În primele teste, probabil pe 3 octombrie, Wilbur era la bord în timp ce planorul zbura ca un zmeu, nu departe de sol, cu alți oameni mai jos, ținându-l de corzi. Majoritatea testelor zmeului au fost fără pilot la bord, cu saci de nisip sau lanțuri și chiar un băiat localnic ca balast.

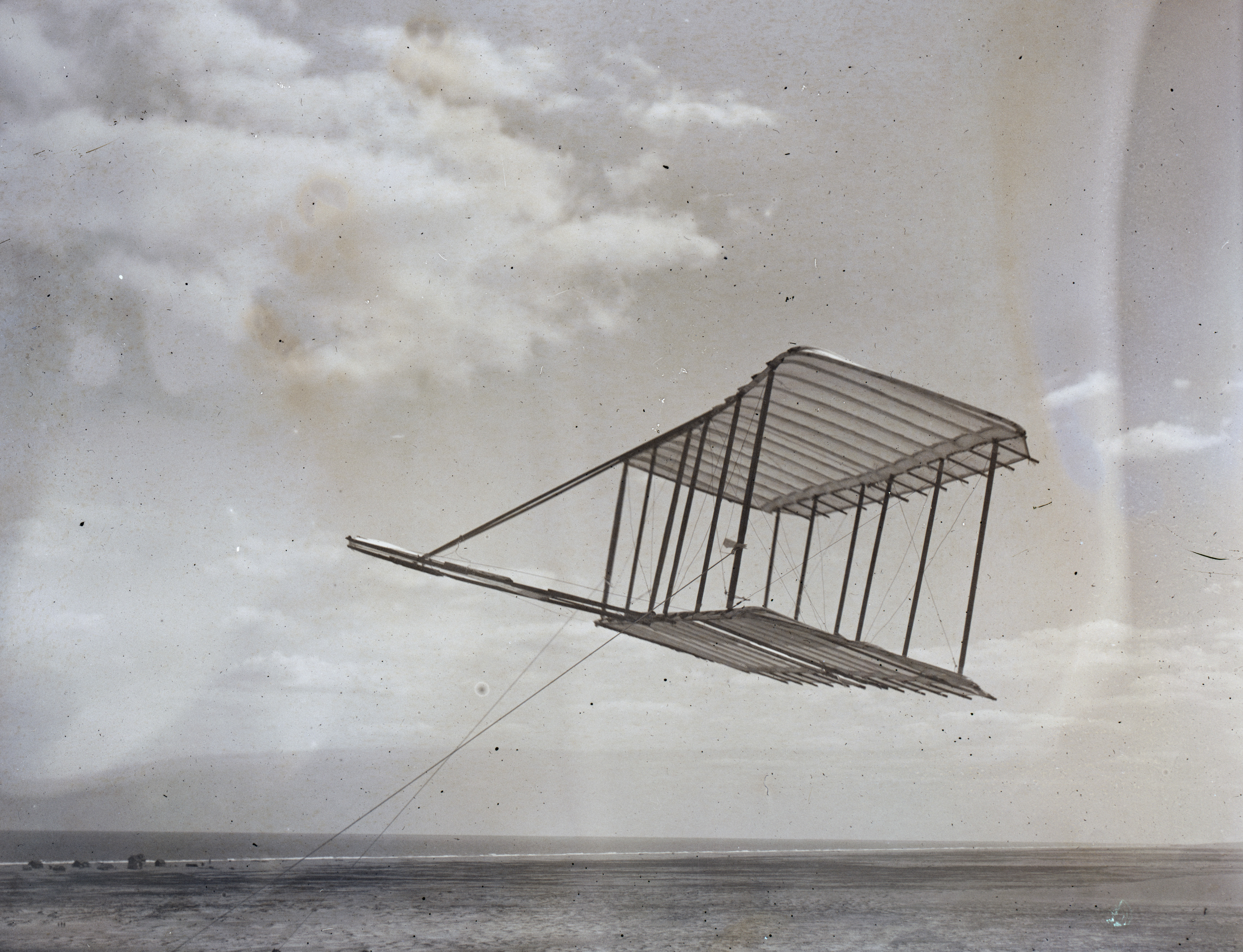
Planorul din 1900. Nu există nicio fotografie cu pilot la bord.

Ei au testat aripa cu răsucire folosind corzi de control de la sol. Planorul a fost testat și el, fără pilot, suspendat de un mic turn construit ad-hoc. Wilbur, nu și Orville, a făcut aproximativ o duzină de planări libere într-o singură zi, 20 octombrie. Pentru aceste teste, frații au mers la 6 km sud, la Kill Devil Hills⁠(d), un grup de dune de nisip de până la 30 m înălțime (unde au campat în fiecare din următorii trei ani). Deși portanța planorului era mai mică decât era de așteptat, cei doi frați au fost încurajați pentru că profundorul frontal al aparatului era bine lucrat și nu au fost accidente. Cu toate acestea, numărul mic de planări libere înseamnă că ei nu erau încă în stare să pună la o reală încercare aripile cu răsucire.
Pilotul stătea întins pe aripa inferioară, cum se proiectase, pentru a reduce rezistența aerodinamică. Când planarea se încheia, pilotul trebuia să se coboare într-o poziție verticală printr-o deschidere în aripă și să aterizeze pe picioare, cu brațele înfășurate pe cadru. În câteva planări, însă, ei au descoperit că pilotul ar putea întins așezat pe aripă, cu capul înainte, fără vreun pericol nejustificat, și la aterizare. În următorii cinci ani, ei și-au efectuat zborurile în această poziție.

#### 1901

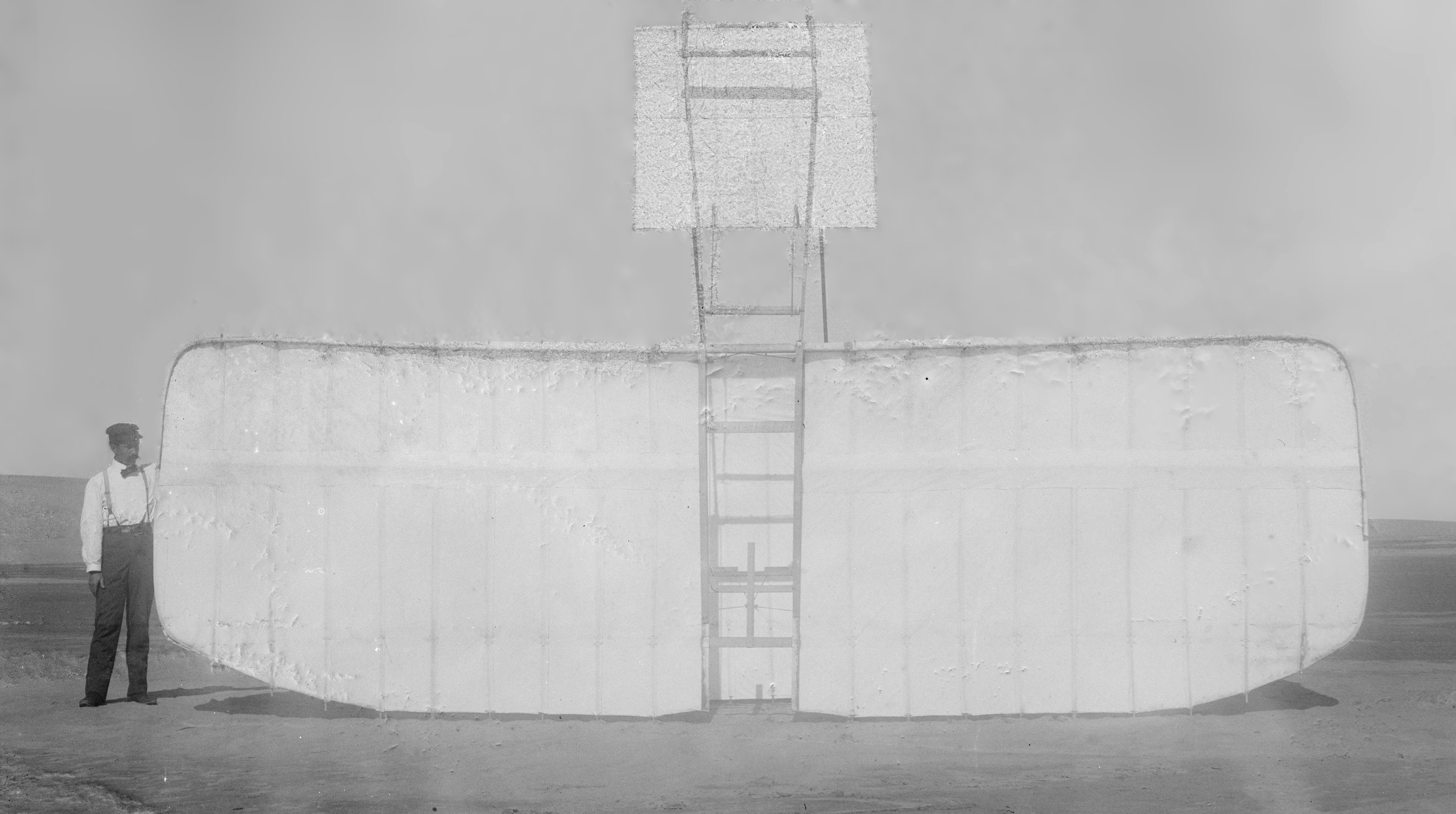
Orville cu, cu nasul spre cer; nu avea coadă.

În speranța de a îmbunătăți portanța, ei au construit în 1901 un planor cu o suprafață a aripilor mult mai mare și au efectuat zeci de zboruri în iulie și august pe distanțe de 15–122 m. Planorul a stagnat de câteva ori, dar efectul de parașută al profundorului frontal i-a permis lui Wilbur să aterizeze în siguranță, fără a intra în picaj. Aceste incidente i-au apropiat pe cei doi și mai mult de designul canard, la care nu au renunțat până în 1910. Planorul a produs însă două mari dezamăgiri. El producea doar aproximativ o treime din portanța calculată și, uneori, se îndrepta în direcția opusă față de virajul dorit–o problemă mai târziu cunoscută sub numele de girație adversă⁠(d)–când Wilbur folosea controlul aripii cu răsucire. Pe drumul către casă, Wilbur îi spunea, profund dezamăgit, lui Orville că omul nu va zbura n într-o mie de ani.

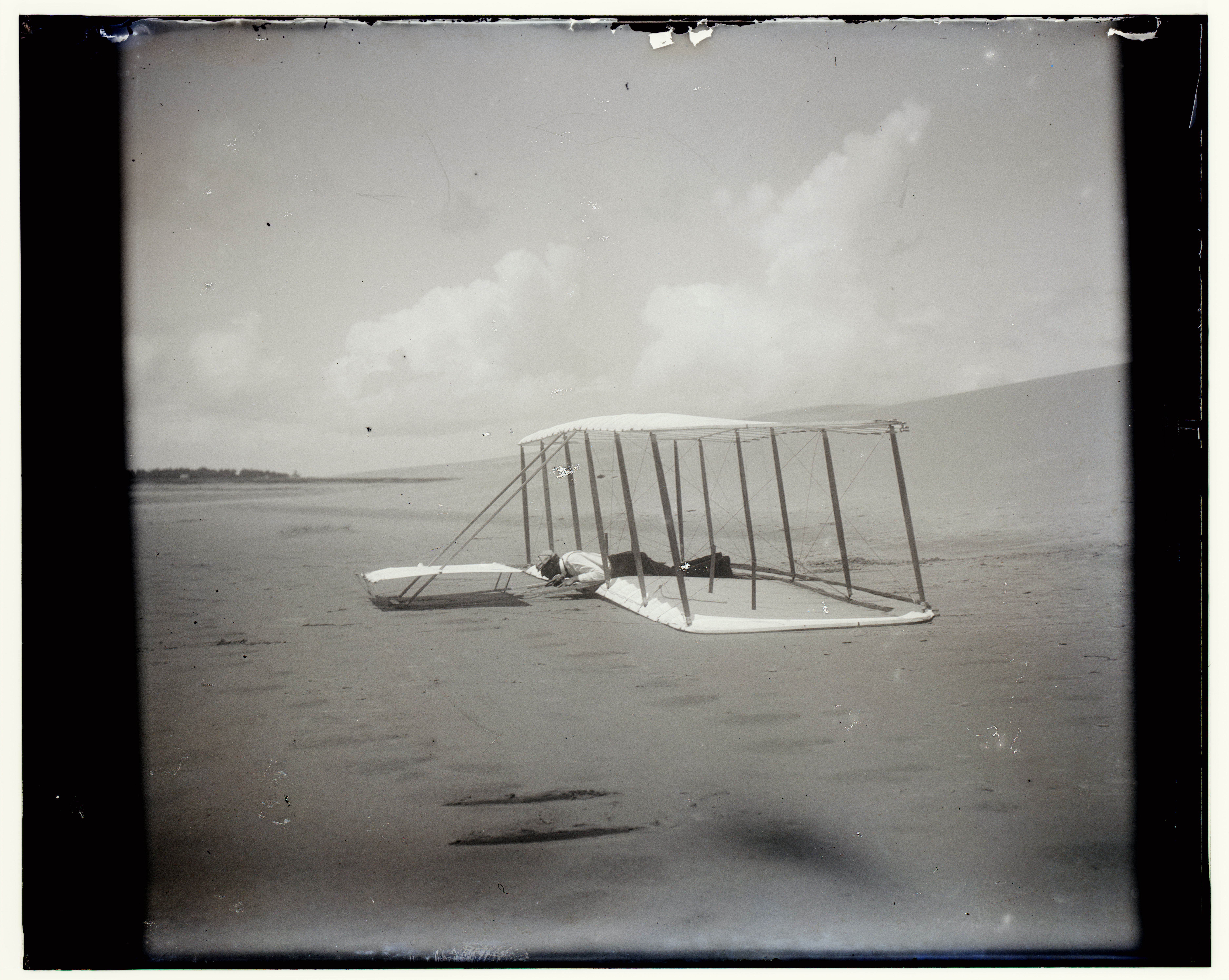
Wilbur imediat după aterizarea cu planorul din 1901. Urmele planorului sunt vizibile în spate, iar în față se văd urmele unei aterizări anterioare; Kill Devil Hills, Carolina de Nord.

Slaba portanță a planoarelor i-a determinat pe frații Wright să pună la îndoială exactitatea datelor lui Lilienthal, precum și „coeficientul Smeaton” al presiunii aerului, valoare ce fusese folosită de peste 100 de ani și făcea parte din ecuația portanței acceptată pe atunci.
| {\displaystyle L=k\;S\;V^{2}\;C_{L}} L = portanța k = coeficientul de presiune a aerului (coeficientul Smeaton) S = suprafața totală a suprafeței ridicate V = viteza (vânt frontal plus viteza la sol) CL = coeficientul de portanță (variază în funcție de forma aripii) |

Frații Wright s-au folosit de această ecuație pentru a calcula portanța pe care ar produce-o o aripă. De-a lungul anilor, au fost măsurate o gamă largă de valori pentru coeficientul Smeaton; Chanute identificase până la 50. Wilbur știa că Langley, de exemplu, folosise un număr mai mic decât cel tradițional. Dornic să confirme valoarea corectă a coeficientului Smeaton, Wilbur a efectuat propriile sale calcule, folosind măsurătorile colectate în timpul înălțărilor zmeului și al zborurilor libere cu planorul din 1901. Rezultatele sale au arătat în mod corect că acest coeficient este foarte aproape de 0,0033 (similar cu numărul folosit de Langley), și nu tradiționalul 0,0054, care exagera semnificativ portanța prezisă.

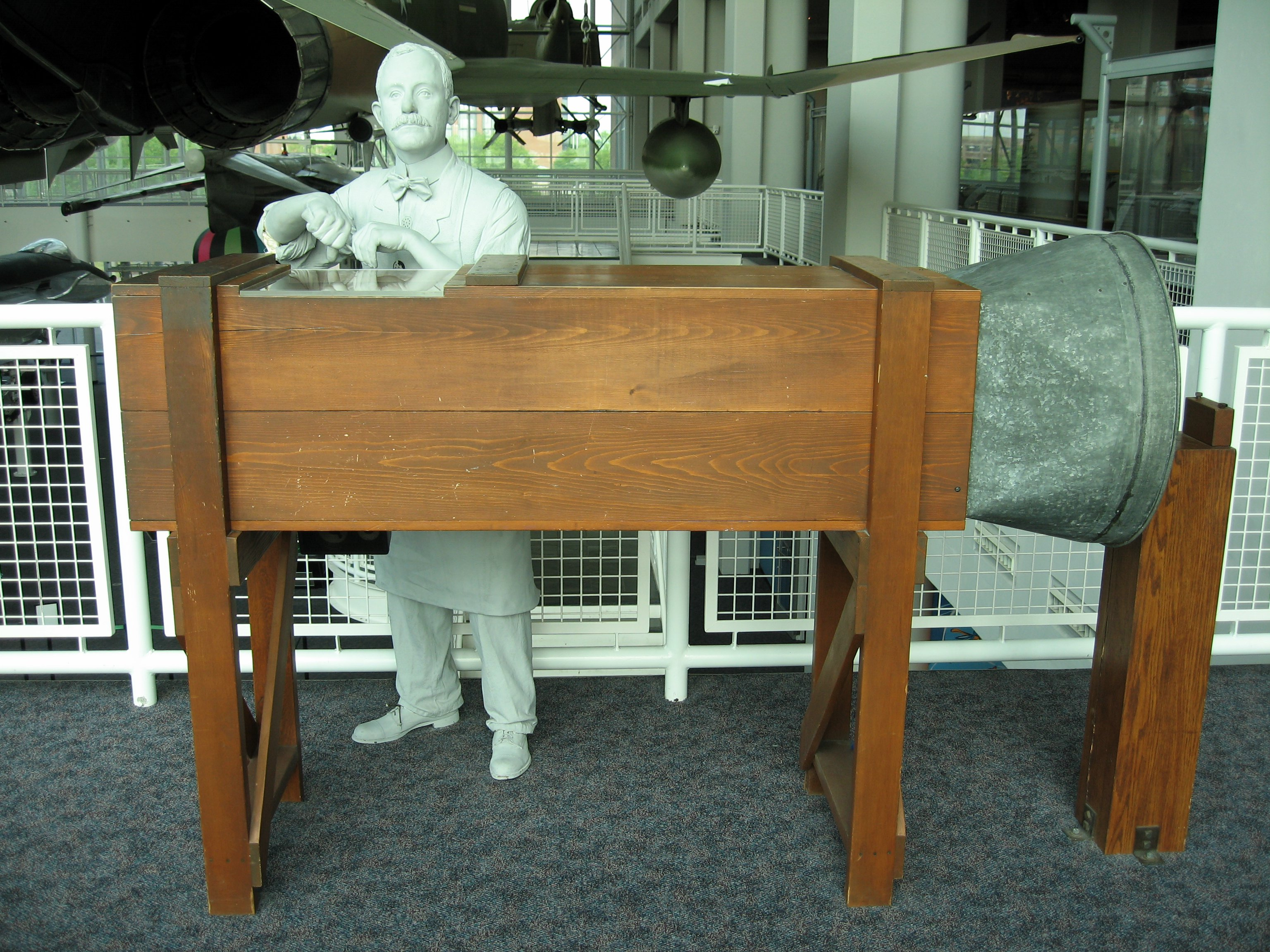
Replică a tunelului aerodinamic al Fraților Wright la Virginia Air and Space Center

Pentru a afla dacă chiar există erori în tabelele de date ale lui Lilienthal, frații au folosit o bicicletă pentru un nou tip de experiment. Au făcut un profil aerodinamic de dimensiunea unei machete, precum și o placă plană pentru contraacțiune, ambele în conformitate cu dimensiunile specificate de Lilienthal, și le-a atașat la o roată de bicicletă, pe care au montat-o orizontal în fața ghidonului unei biciclete. Pedalând energic pe o stradă locală pentru a crea fluxul de aer de-a lungul aparatului, ei au observat că cea de-a treia roată se învârte contra profilului în loc să rămână nemișcată, după cum prezicea formula lui Lilienthal. Experimentul a confirmat bănuiala că fie coeficientul Smeaton standard, fie coeficienții de portanță și rezistență ai lui Lilienthal–fie toți–sunt greșiți.
Apoi au construit un tunel aerodinamic de 1,8 m în atelierul lor și între octombrie și decembrie 1901 au efectuat sistematic teste pe zeci de aripi în miniatură. „Echilibrele” concepute și montate în interiorul tunelului pentru a ține aripile păreau rudimentare, realizate din spițe de biciclete și resturi de metal, dar erau „la fel de critică pentru succesul final al fraților Wright ca și planoarele”. Dispozitivele le-au permis fraților să echilibreze portanța cu rezistența aerului să calculeze precis performanța fiecărei aripi. Ei au văzut și care aripi funcționau bine, privind prin fereastra din partea de sus a tunelului. Testele au produs o mulțime de date valoroase necunoscute până atunci și au arătat că slaba portanță a planoarelor de la 1900 și 1901 era în întregime cauzată de o valoare incorectă a coeficientului Smeaton, și că Lilienthal a publicat date destul de precise pentru testele efectuate de el.
Înainte de testele detaliate în tunelul aerodinamic, Wilbur a mers la Chicago, la invitația lui Chanute, să țină o prelegere la Western Society of Engineers⁠(d) pe 18 septembrie 1901. El a prezentat un raport detaliat despre experimentele cu planorul din 1900-01 și și-a încheiat cuvântarea cu un slide show de fotografii la lanternă. Discursul lui Wilbur reprezintă prima relatare publică a experimentelor fraților Wright. A fost publicat un raport în Jurnalul societății, raport publicat apoi și separat, ca o anexă intitulată Unele experimente de aeronautică într-o ediție de 300 de exemplare.

#### 1902

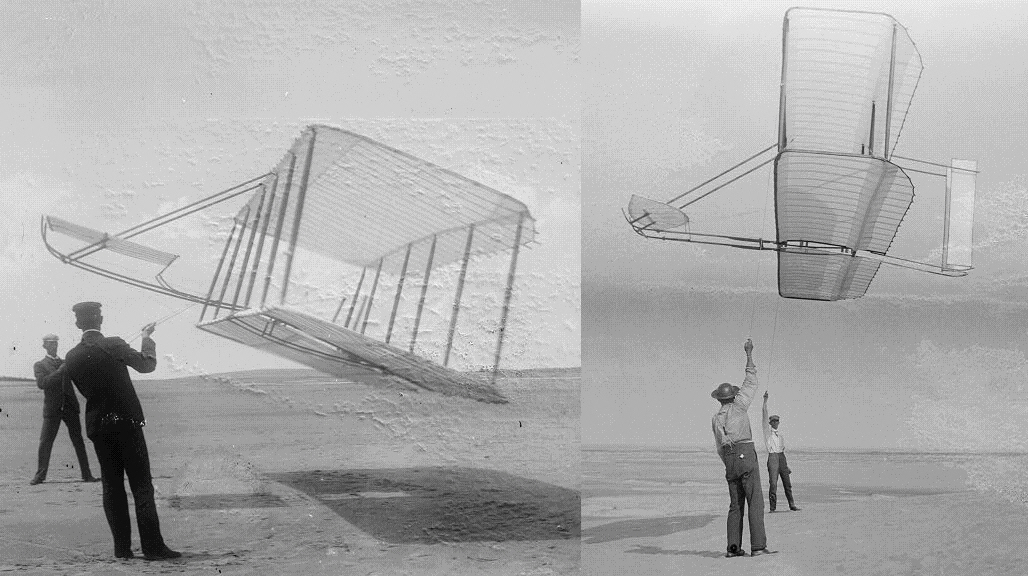
O mare îmbunătățire
La stânga, planorul din 1901 pilotat de Wilbur (stânga) și Orville. La dreapta, planorul din 1902 pilotat de Wilbur (dreapta) și Dan Tate, ajutorul lor. Îmbunătățirea dramatică a performanței este evidentă. Planorul din 1901 zboară la un unghi de atac mare din cauza portanței slabe și a rezistenței mari a aerului. În schimb, planorul din 1902 zboară la un unghi mult mai mic și își ține cordoanele de ancorare aproape vertical, demonstrând clar o mult mai bună.

Lilienthal făcuse teste cu „brațul învârtit” doar pe câteva forme de aripă, și frații Wright au crezut că datele acelea sunt valabile și pentru aripile lor, care aveau o formă diferită. Frații Wright au făcut un mare pas înainte și au făcut teste elementare în tunelul aerodinamic pe 200 de aripi de forme și profile diverse, urmate de testele detaliate pe 38 dintre ele. Conform biografului Fred Howard, aceste teste „au fost cele mai importante și fructuoase experimente aeronautice efectuate vreodată într-un timp atât de scurt, cu atât de puține materiale și cu cheltuieli atât de mici”. O descoperire importantă a constituit-o avantajul aripilor mai înguste: în termeni aeronautici, aripile cu o alungire⁠(d) (anvergura aripilor împărțită la coardă⁠(d)—dimensiunea față-spate a aripii) mai mare. Astfel de forme oferă finețe aerodinamică⁠(d) mult mai bună decât aripile mai largi pe care frații le încercaseră până atunci.
Cu această informație, și cu un număr Smeaton mai precis, frații Wright au proiectat planorul din 1902. Folosind o altă descoperire crucială din tunelul aerodinamic, au făcut profilul mai plat, au redus grosimea relativă (grosimea curburii aripii împărțită la coardă). Aripile din 1901 aveau o curbură semnificativ mai mare, o caracteristică extrem de ineficientă pe care frații Wright o copiaseră direct de la Lilienthal. Pe deplin încrezători în noile rezultate din tunelul aerodinamic, frații Wright au renunțat la datele lui Lilienthal, fundamentându-și de acum proiectele pe propriile calcule.
Cu prudența caracteristică, frații au înălțat pentru prima dată planorul din 1902 ca pe un zmeu, fără om la bord, cum făcuseră și cu cele două versiuni anterioare. Munca la tunelul aerodinamic a dat roade, planorul producând portanța așteptată. El avea și o nouă caracteristică structurală: o derivă verticală fixă, aflată în spate, cu care frații sperau că vor elimina problemele de viraj.
În 1902 ei înțeleseseră că răsucirea aripii creează „rezistență diferențială” la vârfurile aripilor. Portanța mai mare la un capăt al aripii mai producea și rezistență crescută, care încetinea acel capăt al aripii, făcând planorul să  pivoteze (gireze) astfel încât botul se îndrepta în direcția opusă virajului. Așa se comporta planorul fără coadă din 1901.

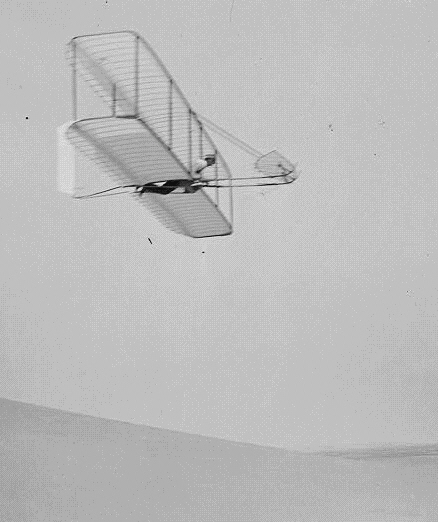
Wilbur Wright pilotează peste Kill Devil Hills, la 10 octombrie 1902. Deriva din spate este orientabilă, devenind direcție; ea a înlocuit deriva dublă fixă din modelul anterior.

Designul îmbunătățit al aripii a permis planări din ce în ce mai lungi, iar deriva din spate împiedica girația inversă atât de eficient încât a creat o nouă problemă. Uneori, când pilotul încerca să revină la orizontală după un viraj, planorul nu răspundea la răsucirea corectivă a aripii și persista într-un viraj mai strâns. Planorul derapa spre partea aripa de jos, care lovea solul, răsucind aparatul. Wrights numit acest fenomen „săpat de fântâni”.
Orville observa că aparent deriva fixă se opunea efectului răsucirii de corecție al aripilor atunci când încerca să readucă aparatul la orizontală după un viraj. El scria în jurnalul său că în noaptea de 2 octombrie, „am studiat o nouă cârmă verticală”. Frații au decis să facă partea din spate a derivei mobilă pentru a rezolva problema. Au prins acea parte, direcția, în balamale și au conectat-o la „leagănul” de virare al pilotului, astfel încât o singură mișcare de către pilot controla simultan răsucirea aripii și devierea direcției. Teste de planare au demonstrat că muchia posterioară a direcției trebuie să fie întoarsă în direcția opusă aripii cu rezistență (și portanță) mai mare din cauza răsucirii. Presiunea în sens contrar produsă prin rotirea direcției permitea ca răsucirea corectoare a aripii să restabilească un zbor drept după un viraj sau o perturbare cauzată de vânt. În plus, atunci când planorul se înclina într-o curbă, efectul presiunii pe direcție depășea efectul rezistenței diferențiale și îndrepta botul aparatului în direcția virajului, eliminând girația inversă.
Pe scurt, frații Wright au descoperit adevăratul scop al direcției, mobile, verticale. Rolul ei nu era să schimba direcția de zbor (ca o cârmă în navigație), ci să îndrepte sau să alinieze aparatul corect în timpul virajelor cu înclinare și a perturbațiilor cauzate de vânt. Virajul efectiv (schimbarea de direcție) se făcea prin controlul ruliului cu ajutorul răsucirii aripilor. Principiile au rămas aceleași și atunci când eleroanele au luat locul aripilor cu răsucire.

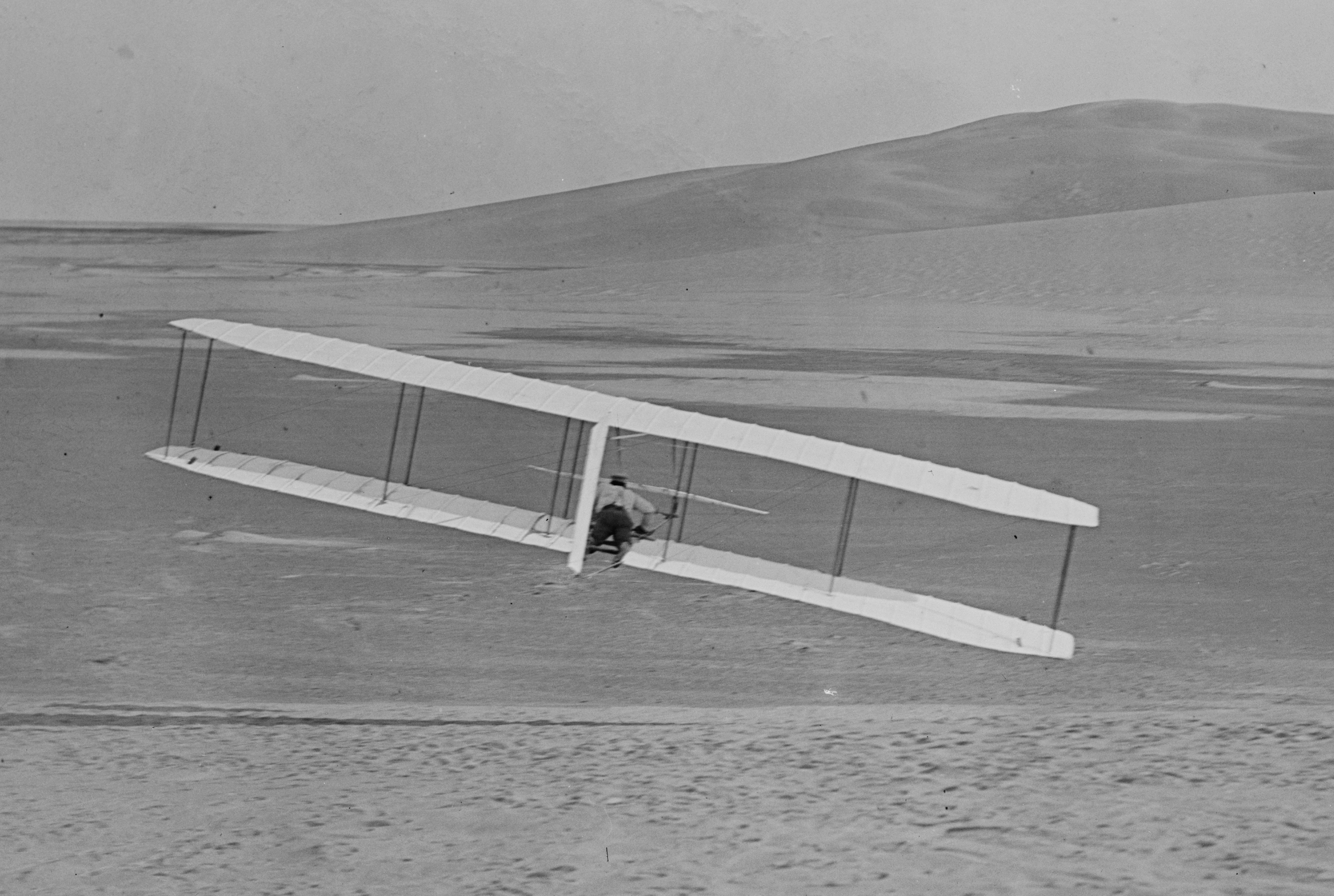
Wilbur face un viraj folosind răsucirea aripii și cârma mobilă la 24 octombrie 1902.

Cu noua lor metodă, frații Wright au realizat cu adevărat pentru prima oară controlul virajelor pe 8 octombrie 1902, o mare piatră de hotar. Din 19 septembrie până în 24 octombrie, ei au făcut între 700 și 1000 de planări, cea mai lungă fiind de 26 de secunde pe o distanță de 189,7 metri. Sutele de planări corect controlate de după ce au făcut cârma orientabilă i-au convins că sunt gata să construiască un aparat de zbor autopropulsat.
Așa a evoluat controlul pe trei axe⁠(d): răsucirea aripii pentru ruliu (mișcare laterală), elevatorul din față pentru tangaj (sus și jos) și cârma din spate pentru girație (dintr-o parte în alta). Pe 23 martie 1903, Wright a depus cererea pentru celebrul lor brevet pentru o „mașină de zbor”, pe baza lor succesului planorului lor din 1902. Unii istorici ai aviației cred că aplicarea sistemului de control al zborului pe trei axe în 1902 a fost la fel de important, sau chiar mai important, decât adăugarea autopropulsării la planorul din 1903. Peter Jakab de la Smithsonian afirmă că perfecționarea planorului din 1902 reprezintă, în esență, inventarea avionului.

### Adăugarea propulsiei

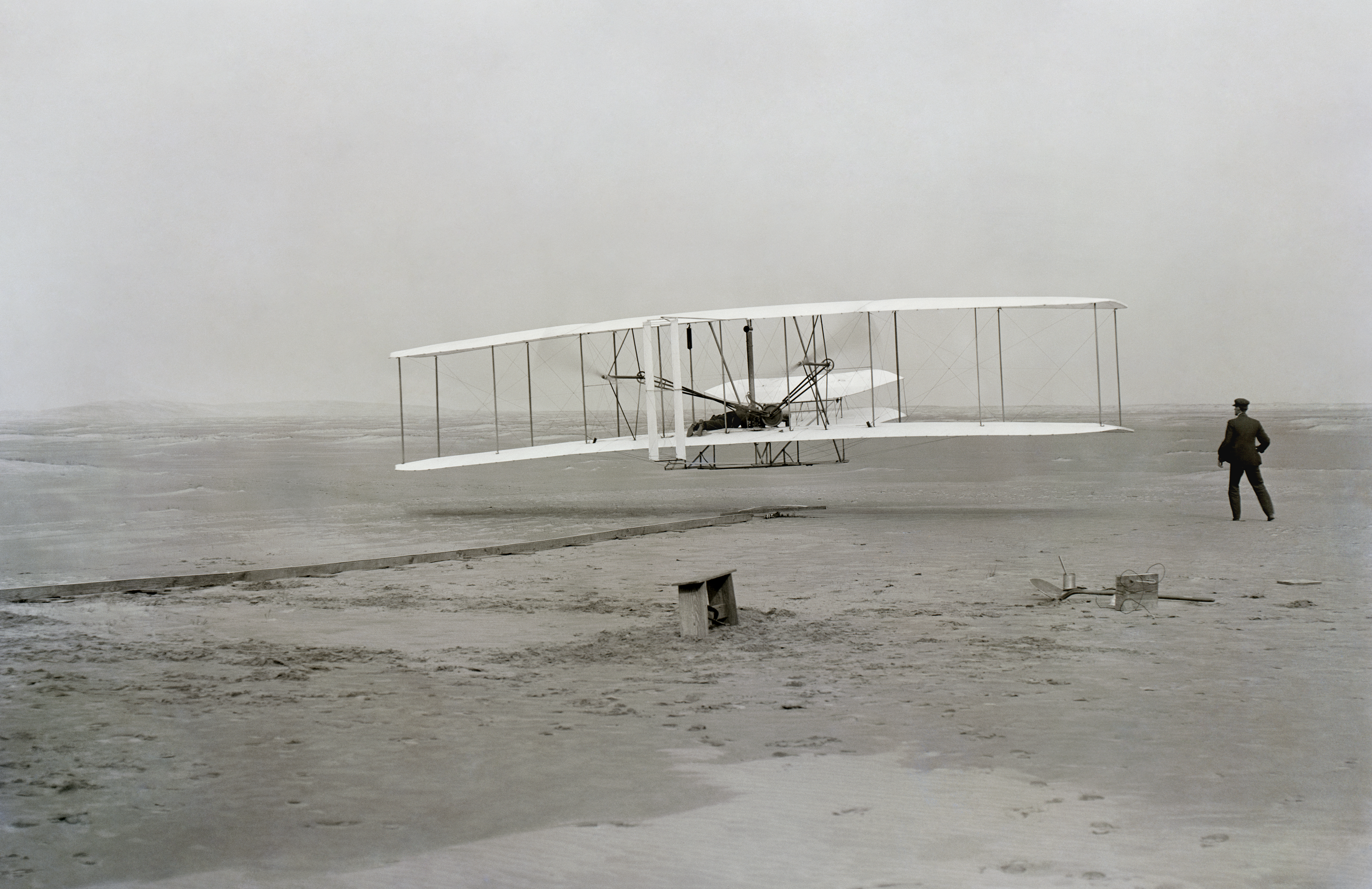
Primul zbor al lui I, 17 decembrie 1903, cu Orville ca pilot, și cu Wilbur alergând în dreptul aripii.

În 1903, frații au construit aparatul autopropulsat Wright Flyer I, folosind materialul lor preferat pentru construcții, molidul, un lemn puternic și ușor, și muselină Pride of the West pentru acoperirea suprafețelor. De asemenea, ei au proiectat și au cioplit propriile lor elice din lemn, și au fabricat un motor special pe benzina în atelierul lor de biciclete. Ei credeau că designul elicelor ar fi o chestiune simplă și intenționau să adapteze datele din domeniul construcțiilor navale. Cu toate acestea, cercetările la bibliotecă nu au relevat nicio formulă stabilită nici pentru elicele aeriene, nici pentru cele navale, și s-au găsit în lipsa unui punct de plecare. Ei au discutat și dezbătut chestiunea, uneori aprins, până când au ajuns la concluzia că o elice aeronautică elice este, în esență, tot un fel de aripă, care se rotește în plan vertical. Pe această bază, au folosit date de la alte teste în tunelul aerodinamic pentru a-și proiecta și elicele. Paletele finite aveau circa doi metri și jumătate lungime, și erau făcute din trei scânduri de molid lipite. Frații Wright au hotărât să folosească o pereche de elice împingătoare⁠(d) (contra-rotative pentru a-și anula reciproc momentul cinetic), care să acționeze pe o cantitate mai mare de aer decât o singură elice relativ lentă și să nu perturbe fluxul de aer de-a lungul marginii aripilor.
Wilbur a notat în martie 1903 în caietul său că prototipul elicei avea o eficiență de 66%. Testele moderne în tunelul aerodinamic pe reproducerea elicei din 1903 arată că ele aveau o eficiență de peste 75% în condițiile primelor zboruri, „o realizare remarcabilă”, și că eficiența lor maximă era de 82%.

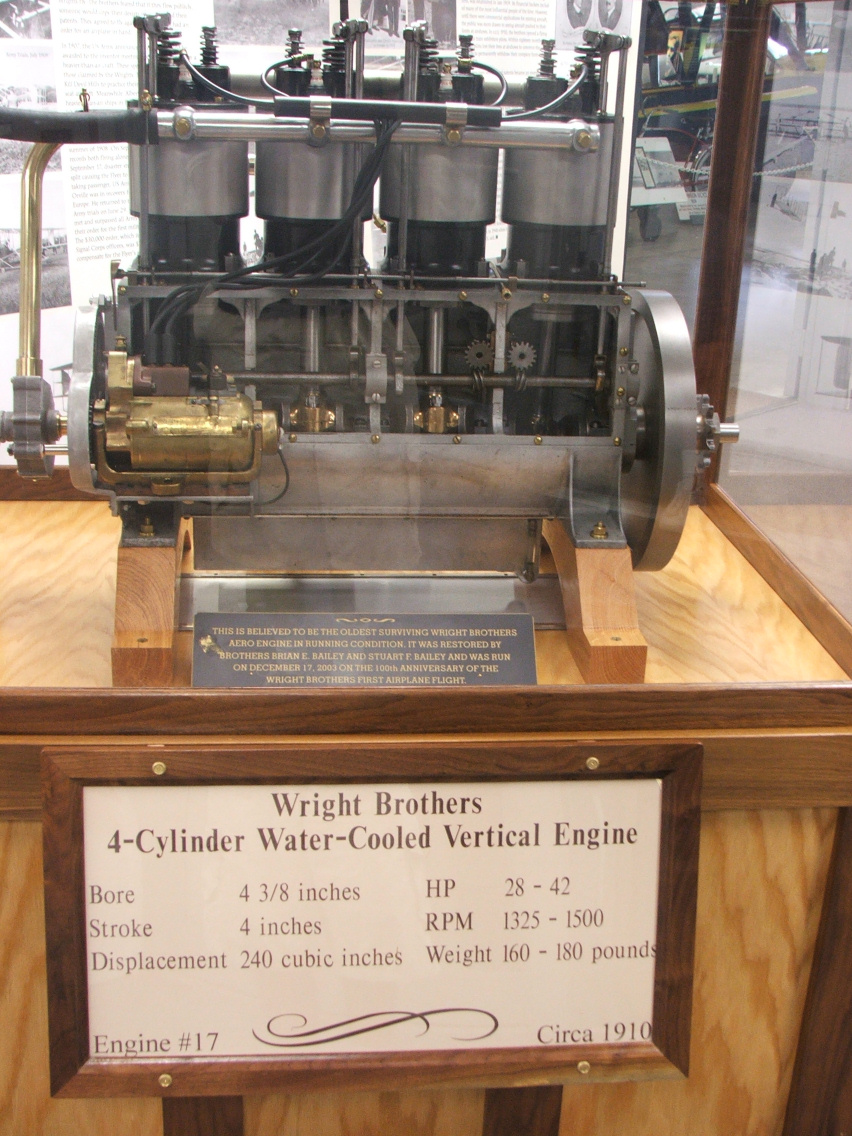
Un motor Wright, cu numărul de serie 17, circa 1910, expus la

Frații Wright s-au adresat mai multor producători de motoare, dar niciunul nu putea satisface nevoia lor pentru un propulsor suficient de ușor. Au apelat la mecanicul de la atelierul lor, Charlie Taylor⁠(d), care a construit un motor în doar șase săptămâni, consultându-se îndeaproape cu frații. Pentru a menține o greutate scăzută, blocul motor a fost turnat din aluminiu, o practică rară la acea vreme. Motorul Wright/Taylor avea un carburator primitiv, și nu avea pompă de combustibil⁠(d). Benzina era alimentată prin gravitație din rezervorul de combustibil montat pe un lonjeron al aripii într-o cameră de lângă cilindri, unde era amestecat cu aer: amestecul combustibil-aer era apoi vaporizat de căldura de la carcasa arborelui, și împins în cilindri.
Lanțurile de acționare⁠(d) ale elicelor, asemănătoare cu cele de biciclete, au fost furnizate de către un producător lanțuri pentru automobile. Flyerul a costat sub o mie de dolari, spre deosebire de fondurile guvernamentale de peste 50.000 de dolari acordate lui Samuel Langley⁠(d) pentru Marele lui Aerodrom⁠(d) pentru transportul de persoane. Flyerul avea o anvergură a aripilor de 12,3 m, cântărea 274 kg și avea un motor de 12 cai-putere (8,9 kW) de 82 kg.

### Primul zbor propulsat
În tabăra de la Kill Devil Hills, a trebuit să aștepte câteva săptămâni pentru că arborele elicelor s-a defectat la testarea motorului. După ce arborii au fost înlocuiți (pentru care a trebuit să meargă de două ori înapoi la Dayton), Wilbur a câștigat o aruncare a monedei și a efectuat o tentativă de zbor de trei secunde la 14 decembrie 1903, blocând însă motorul după decolare și producând daune minore Flyerului. (Întrucât ziua de 13 decembrie 1903 a picat într-o duminică, frații nu au făcut nicio încercare în acea zi, chiar dacă vremea era bună, așa încât primul zbor propulsat de test a avut loc în ziua când se împlineau 121 de ani de la primul zbor de test al fraților Montgolfier, 14 decembrie 1782.)  Într-un mesaj adresat familiei, Wilbur a anunțat că testul a avut „un succes doar parțial”, afirmând că „are multă putere, și dacă nu era o mică greșeală din lipsă de experiență cu acest aparat și cu această metodă de pornire, mașina sigur ar fi zburat frumos.” După reparații, frații Wright au revenit la zbor pe 17 decembrie 1903, efectuând fiecare câte două zboruri cu decolare de pe teren plat, cu un vânt rece din față de 43 km/h. Primul zbor, al lui Orville de la ora 10:35 am, de 37 m în 12 secunde, cu o viteză de doar 10,9 km/h deasupra solului, a fost imortalizat într-o celebră fotografie. Următoarele două zboruri au fost de 51, respectiv 61 m, efectuate de Wilbur, respectiv Orville. Altitudinea lor a fost de 3 m deasupra solului. Orville Wright relata despre ultimul zbor al zilei:

Wilbur a început cel de-al patrulea și ultimul zbor la ora 12. Primele câteva sute de picioare au fost în sus și în jos, ca înainte, dar cam când făcuse 300 de picioare, mașina era controlată mult mai bine. Cursul pentru următoarele patru sau cinci sute de picioare a avut doar câteva ondulații. Când a ajuns pe la 800 de picioare, însă, mașina a intrat din nou în picaj și, într-una din căderi, a lovit solul. Distanța la sol a fost măsurată la 852 de picioare; zborul a durat 59 de secunde. Cadrul care susținea cârma din față a fost stricat rău, dar partea principală a mașinii nu a fost deloc avariată. Am estimat că mașina poate fi adusă în stare de zbor din nou într-o zi sau două.

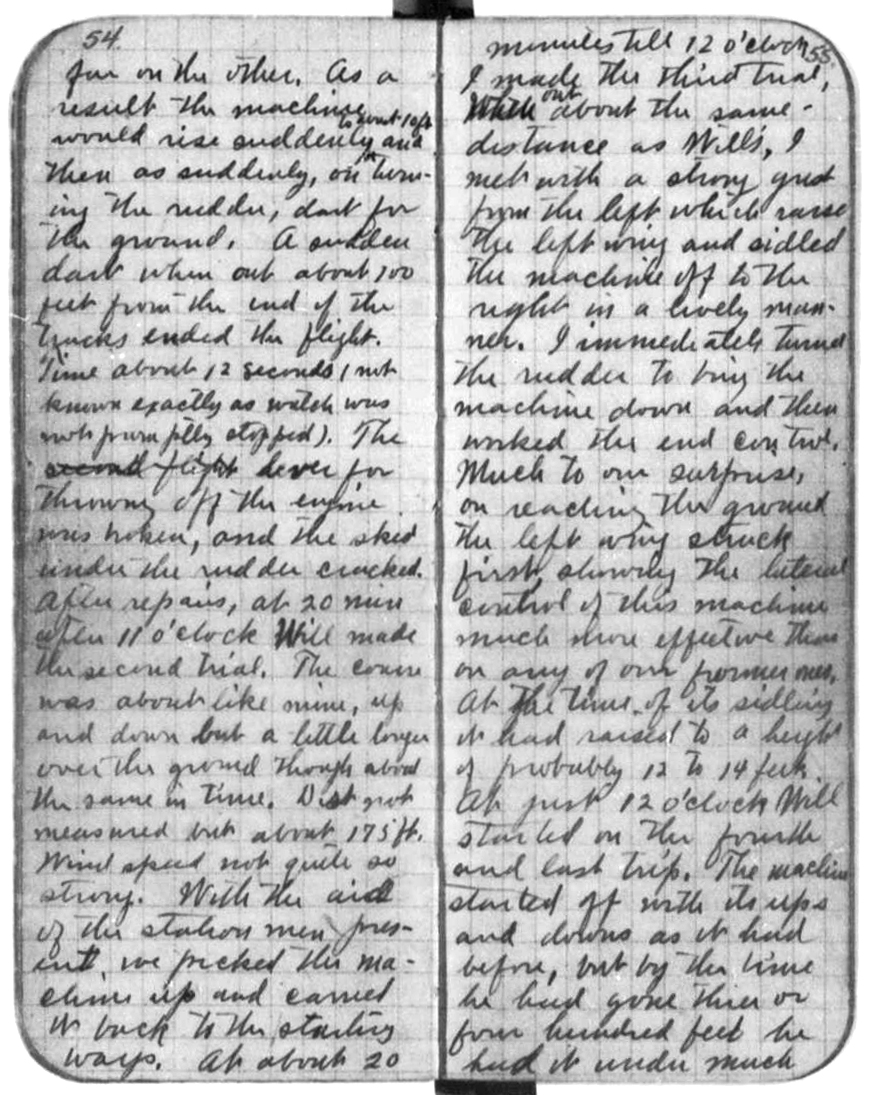
Caietul lui Orville, cu însemnările din

Cinci persoane au asistat la zboruri: Adam Etheridge, John T. Daniels⁠(d) (care a realizat celebra fotografie „primul zbor” folosind camera poziționată de Orville) și Will Dough, toți din echipajul de salvamari al Gărzii de Coastă a guvernului SUA; antreprenorul local W. C. Brinkley; și Johnny Moore, un adolescent care locuia în zonă.
După ce oamenii au tras Flyerul înapoi după al patrulea zbor, o rafală puternică de vânt l-a răsturnat de mai multe ori, în ciuda eforturilor echipajului de a-l ține jos. Grav avariat, avionul nu a mai zburat. Frații l-au trimis acasă, și după mai mulți ani Orville l-a restaurat, împrumutându-l mai multor locații din SUA pentru expunere, apoi unui muzeu britanic (vezi mai jos despre disputa cu Smithsonian), înainte ca aceasta să fie în cele din urmă instalat în 1948 la Institutul Smithsonian din Washington, DC, actuala sa reședință.
Frații Wright i-au trimis o telegramă tatălui lor despre zboruri, solicitându-i să „informeze presa”. Dayton Journal a refuzat însă să publice știrea, spunând că zborurile au fost prea scurte pentru a fi importante. Între timp, împotriva dorinței fraților, un operator de telegraf a lăsat mesajul lor să scape și unui ziar din Virginia, care a născocit un articol extrem de inexact, care a fost retipărit în ziua următoare în mai multe ziare din alte părți, inclusiv în Dayton.
Frații Wright au emis propria lor declarație de presă factuală în luna ianuarie. Zborurile nu au creat însă multă emulație—oamenii nici nu prea știau de ele—și în curând vestea s-a stins. În Paris, cu toate acestea, membrii Aéro-Club de France, deja stimulați de relatările lui Chanute despre succesele fraților Wright cu planoarele, au luat veștime mai în serios și și-au sporit eforturile pentru a-i ajunge din urmă pe frați.
Analize moderne efectuate de profesorul Fred E. C. Culick și Henry R. Jex (în 1985) au demonstrat că Wright Flyer din 1903 era atât de instabil încât era aproape imposibil de manevrat de către oricine altcineva decât frații Wright, care se antrenaseră pe planorul din 1902. Într-o încercare de recreere pe evenimentului 100 de ani mai târziu, pe 17 decembrie 2003, Kevin Kochersberger, pilotând o replică exactă, nu a reușit să repete succesul pe care l-au avut frații Wright cu expertiza lor de pilotaj.

### Stabilirea legitimității

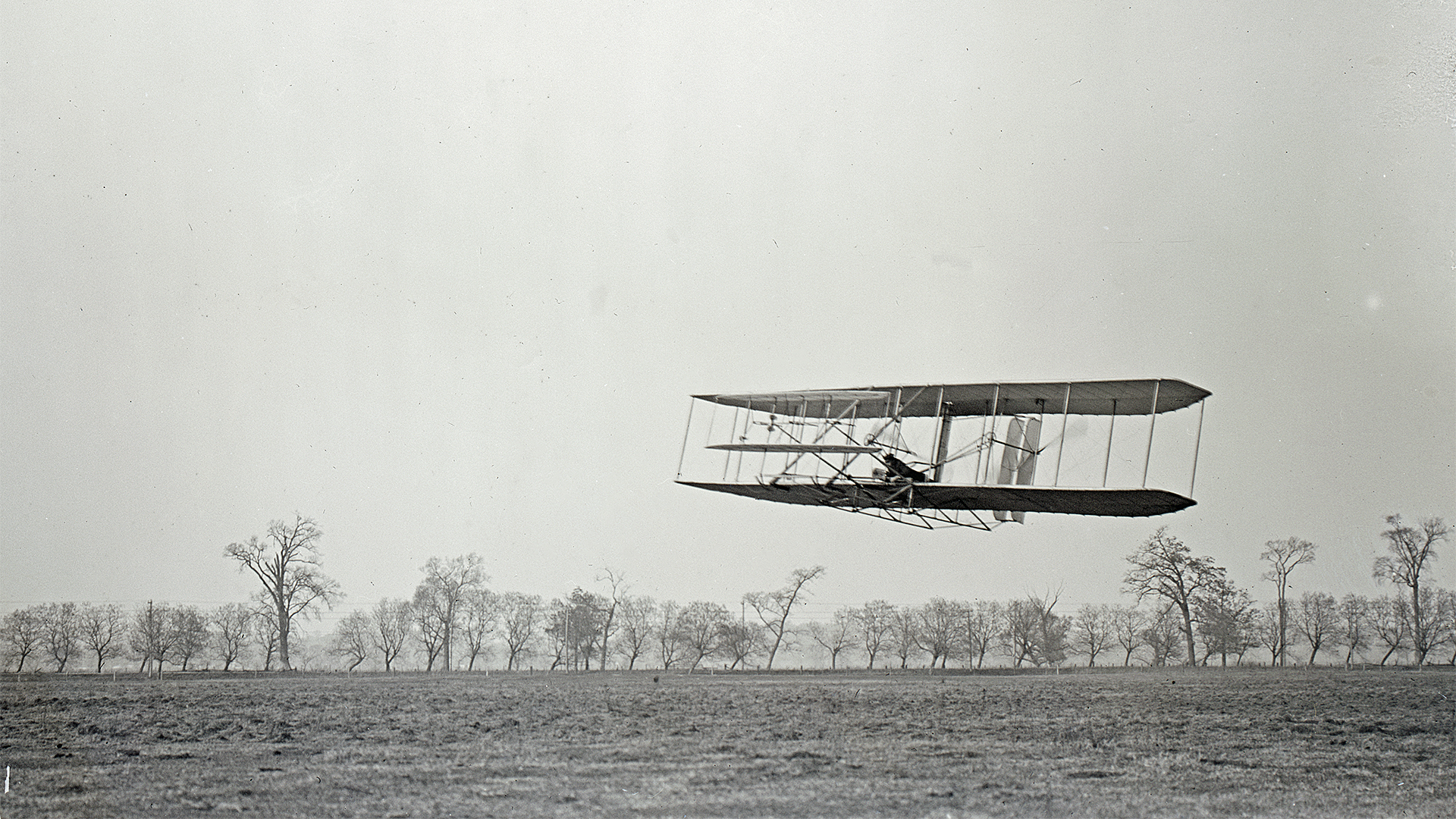
Orville zburând peste Huffman Prairie în. Zborul #85, de circa în, 16 noiembrie 1904.

În 1904, frații Wright au construit Flyer II. Ei au hotărât să evite cheltuielile de călătorie și aducerea de provizii la Outer Banks și și-au amenajat un aerodrom la Huffman Prairie⁠(d), o pășune de vite aflată la 13 km nord-est de Dayton. Ei au primit permisiunea de a folosi terenul gratuit, de la proprietarul lui, Torrance Huffman, director de bancă. Ei au invitat apoi reporterii la primul lor zbor de încercare al anului, pe 23 mai, cu condiția să nu se facă fotografii. Probleme cu motorul și vântul slab au împiedicat orice zbor, și cei doi au reușit doar un mic salt câteva zile mai târziu, cu mai puțini reporteri prezenți. Istoricul Fred Howard de la Biblioteca Congresului a consemnat unele speculații că frații ar fi eșuat intenționat pentru a-i face pe reporteri să-și piardă interesul față de experimentele lor. Nu se știe dacă este așa, dar după slaba prestație, ziarele locale i-au ignorat practic un an și jumătate.
Frații Wright s-au bucurat de libertatea față de distracția produsă de reporteri. Lipsa ziariștilor reducea astfel și șansele ca concurenții să afle metodele lor. După zborurile propulsate de la Kitty Hawk, frații Wright au hotărât să înceapă să se retragă din afacerea cu biciclete pentru a se concentra pe crearea și comercializarea unui avion practic. Aceasta reprezenta un risc financiar, deoarece cei doi nu erau nici bogați, nici finanțați de guvern (cum erau alți experimentatori precum Ader, Maxim⁠(d), Langley și Alberto Santos-Dumont). Frații Wright nu aveau luxul de a putea să dea invenția lor altora; ei urmau să-și câștige pâinea din ea. Astfel, ei au intensificat secretul, la încurajarea sfaturilor avocatului de brevete, Henry Toulmin⁠(d), de a nu dezvălui detalii despre mașina lor.

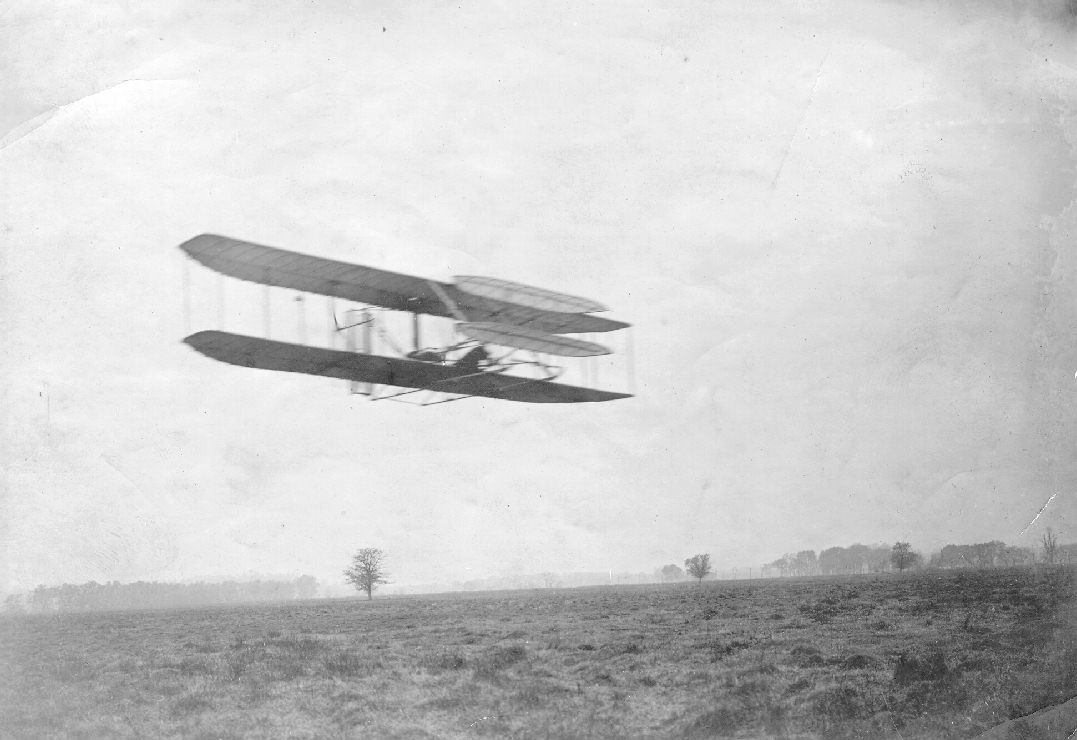
Wilbur zburând aproape patru ture în jurul Huffman Prairie, circa în 5 minute 4 secunde; zborul #82, 9 noiembrie 1904.

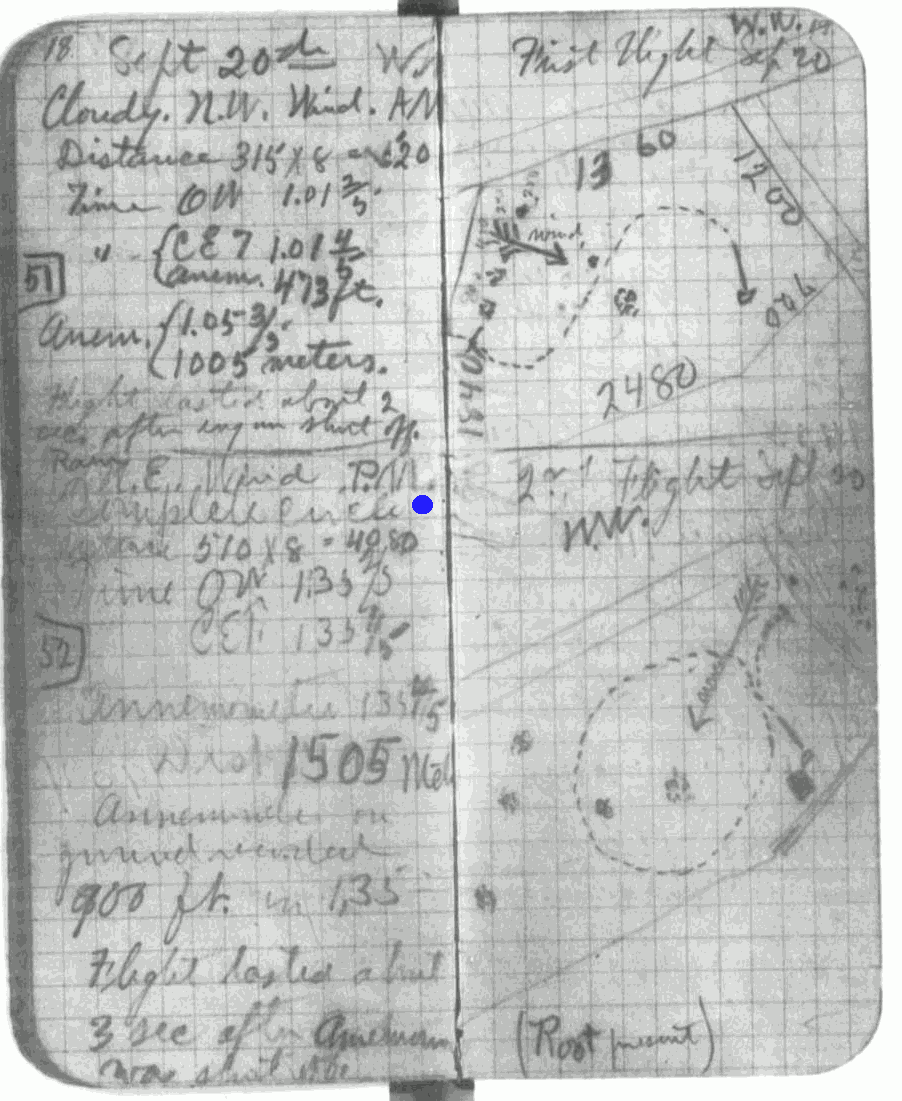
Jurnalul lui Wilbur cu o diagramă și datele pentru primul zbor circular pe 20 septembrie 1904

La Huffman Prairie, vânturile mai slabe făceau ca decolările să fie mai dificile, așa că au avut nevoie de un suport mai lung pentru decolare decât cel de 18 m utilizat la Kitty Hawk. Primele zboruri din 1904 au relevat probleme cu stabilitatea longitudinală, rezolvate prin adăugarea de balast și prelungirea suporturilor pentru portanță. Primăvara și vara, au suferit multe aterizări dure, de multe ori deteriorând aparatul și rănindu-se ușor. Pe 13 august, au făcut o decolare neasistată, Wilbur depășind în cele din urmă cele mai bune rezultate de la Kitty Hawk cu un zbor de 400 m.
Apoi, ei au hotărât să folosească o catapultă cu greutăți pentru a face decolările mai ușoare și au încercat-o pentru prima dată pe 7 septembrie. Pe 20 septembrie 1904, Wilbur a zburat primul cerc complet din istorie cu un aparat propulsat, mai greu ca aerul, cu om la bord, parcurgând 1.244 m în aproximativ un minut și jumătate. Cele mai bune două zboruri ale lor au fost efectuate în 9 noiembrie de către Wilbur și în 1 decembrie de către Orville, fiecare depășind cinci minute și parcurgând aproape trei kilometri în aproape patru cercuri.
Până la sfârșitul anului, frații acumulaseră aproximativ 50 de minute de zbor, în 105 zboruri pe deasupra pășunii destul de umede de 34 ha, care, în mod remarcabil, este practic neschimbată și astăzi, și face parte din Dayton Aviation Heritage National Historical Park⁠(d), aflat lângă Baza Aeriană Wright-Patterson⁠(d).
Frații Wright au casat avionul lovit și avariat, dar au păstrat motorul, iar în 1905 au construit un nou avion, Flyer III. Cu toate acestea, la început acest Flyer oferea aceeași performanță marginală ca și primele două. Zborul inaugural a fost pe 23 iunie, iar primele zboruri au ținut nu mai mult de 10 secunde. După ce Orville a suferit un accident în care și-a rupt oasele și putea să moară pe 14 iulie, ei au reconstruit Flyer cu profundorul din față și cârma din spate mărite și plasate ceva mai departe de aripi. De asemenea, ei au instalat un control separat pentru cârma din spate în loc de legarea ei la „leagănul” răsucirii aripii ca mai înainte. Fiecare dintre cele trei axe—tangaj, ruliu și girație—avea acum propriul său control independent.
Aceste modificări au îmbunătățit stabilitatea și controlul, ceea ce a permis o serie de șase „zboruri lungi” dramatice, variind de la 17 la 38 de minute și de 17 la 39 km în jurul terenului de un kilometru peste Huffman Prairie între 26 septembrie și 5 octombrie. Wilbur a făcut ultimul și cel mai lung zbor, de 39,4 km în 38 de minute și 3 secunde, încheiat cu o aterizare în condiții de siguranță atunci când a epuizat combustibilul. Zborul a fost văzut de mai multe persoane, inclusiv câțiva prieteni invitați, tatăl lor Milton, și fermierii din jur.

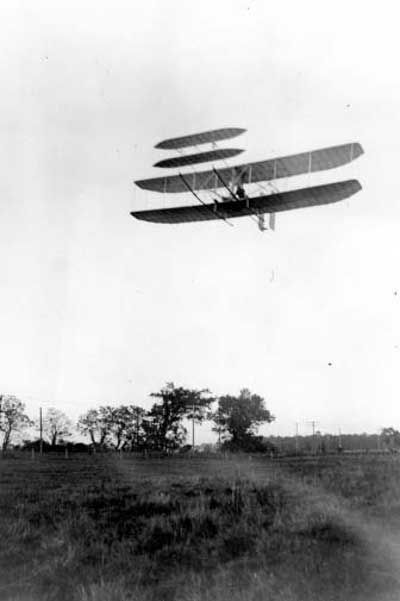
pilotat de Orville peste Huffman Prairie,. Zborul #46, parcurgând 39,4 km în 33 de minute și 17 secunde; ultimul zbor fotografiat al anului

Reporterii au apărut a doua zi (doar a doua lor apariție pe teren începând cu luna mai a anului precedent), dar frații au refuzat să zboare. Zborurile lungi i-au convins pe frații Wright că îndepliniseră scopul de a crea un aparat de zbor de „utilitate practică”, pe care ar putea să-l ofere spre vânzare.
Singurele fotografii ale zborurilor din anii 1904-1905 au fost efecutate de către frați. (Câteva fotografii au fost deteriorate în Marea Inundație din Dayton⁠(d) din 1913, dar cele mai multe au supraviețuit intacte.) În 1904, antreprenorul apicultor din Ohio Amos Root⁠(d), pasionat de tehnologie, a văzut câteva zboruri, inclusiv primul zbor în cerc. Articolele scrise de el pentru revista lui de apicultură au fost singurele relatări publicate de un martor ocular despre zborurile de la Huffman Prairie, cu excepția neimpresionantul salt anterior văzut de ziariști. Root a oferit un raport revistei Scientific American, dar redactorul l-a refuzat. Ca urmare, vestea nu a fost cunoscută în afara statului Ohio, și a fost întâmpinată de multe ori cu scepticism. Ediția din Paris a ziarului Herald Tribune titra în 1906 un articolul despre frații Wright „Zburători sau mincinoși?”
În anii următori, ziarele din Dayton aveau să sărbătorească cu mândrie orașul natal al fraților Wright ca eroi naționali, dar reporterii locali au ratat una dintre cele mai importante știri din istorie chiar în timp ce se desfășura la câțiva kilometri de ușa lor. James Middleton Cox⁠(d), la acea dată editor la Dayton Daily News⁠(d) (mai târziu guvernator de Ohio și candidat prezidențial din partea democraților în 1920), a exprimat atitudinea ziariștilor—și publicului—din acele zile, atunci când a recunoscut după ani: „sincer, niciunul dintre noi nu a crezut.”

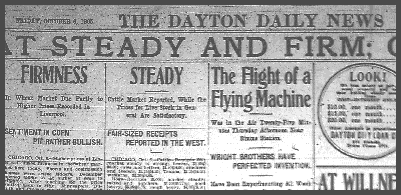
Dayton Daily News relata pe data de 5 octombrie zborul la pagina 9, împreună cu știrile din agricultură și afaceri.

Câteva ziare au publicat articole despre zborurile lungi, dar niciun reporter sau fotograf nu a fost acolo. Lipsa relatărilor abundente ale martorilor oculari în presă a fost un important motiv de neîncredere la Washington, DC și în Europa și la reviste precum Scientific American, ai cărei redactori se îndoiau de „presupusele experimente” și se întrebau cum de ziarele americane, „cât sunt ele de atente, au lăsat să le scape aceste spectacole senzaționale.”
În octombrie 1904 frații au primit vizita primului european important cu care aveau să se împrietenească în următorii ani, colonelul J. E. Capper⁠(d), care avea să devină superintendent al Royal Balloon Factory⁠(d). Capper și soția sa vizitau Statele Unite să cerceteze exponatele aeronautice de la St. Louis World Fair⁠(d), dar au primit o scrisoare de recomandare atât pentru Chanute cât și pentru frații Wright din partea lui Patrick Alexander⁠(d). Claudia a fost foarte impresionată de frații Wright, care i-au arătat fotografii ale aparatului în zbor.
Frații Wright erau cu siguranță complici la lipsa de atenție de care beneficiau. Teamându-se ca ideile le vor fi furate de concurenți, și încă fără brevet, au zburat într-o singură zi după 5 octombrie. De atunci, ei au refuzat să zboare oriunde dacă nu aveau un contract ferm pentru vânzarea de aparate. Au scris guvernului SUA, apoi în Regatul Unit, Franța și Germania, cu o ofertă de a vinde o mașină de zbor, dar au fost respinși pentru că insistau pe un contract semnat înainte de a face o demonstrație. Ei erau dispuși chiar să expună fotografii ale Flyerului în aer. Armata americană cheltuise recent 50.000 de dolari pe Langley Aerodrome — un produs al celui mai de seamă om de știință al țării — doar pentru a vedea cum acesta se prăbușește de două ori în râul Potomac „ca un pumn de mortar”, și era deosebit de refractară la cererile celor doi necunoscuți meșteri de biciclete din Ohio. Astfel, în fața disprețului și îndoielilor, frații Wright și-au continuat activitatea în semi-obscuritate, în timp ce alți pionieri ai aviației ca Santos-Dumont, Henri Farman, Léon Delagrange⁠(d) și americanul Glenn Curtiss⁠(d) intrau în lumina reflectoarelor.

## Scepticismul europenilor
În 1906, scepticii din comunitatea aviatică europeană convinseseră presa să ia poziție împotriva fraților Wright. Ziarele europene, în special cele din Franța, îi batjocoreau pe față, făcându-i bluffeurs.
Ernest Archdeacon⁠(d), fondator al Aéro-Club de France, ironiza public afirmațiile fraților în ciuda rapoartelor publicate; anume, el a scris mai multe articole și, în 1906, a declarat că „francezii vor face prima demonstrație publică de zbor cu propulsie”.
Ediția din Paris a ziarului New York Herald⁠(d) rezuma opinia Europei despre frații Wright într-un editorial din 10 februarie 1906: „frații Wright fie au zburat, fie nu au zburat. Ei fie au un aparat, fie nu au. Ori zboară, ori mint. Să zbori e greu. Să spui «am zburat» e ușor.”
În 1908, după primele zboruri în Franța ale fraților Wright, Archdeacon a recunoscut public că le făcuse o nedreptate.

## Contractele și întoarcerea la Kitty Hawk
Frații Wright nu au făcut niciun zbor în 1906 și 1907. Ei și-au petrecut timpul încercând să convingă SUA și guvernele europene, că inventaseră un aparat de zbor reușit și că erau pregătiți să negocieze un contract pentru a vinde astfel de mașini. De asemenea, ei au experimentat și cu un ponton și ci  o configurație de motor pe râul Miami (Ohio), în speranța de a putea decola de pe apă. Aceste experimente s-au dovedit fără succes. 

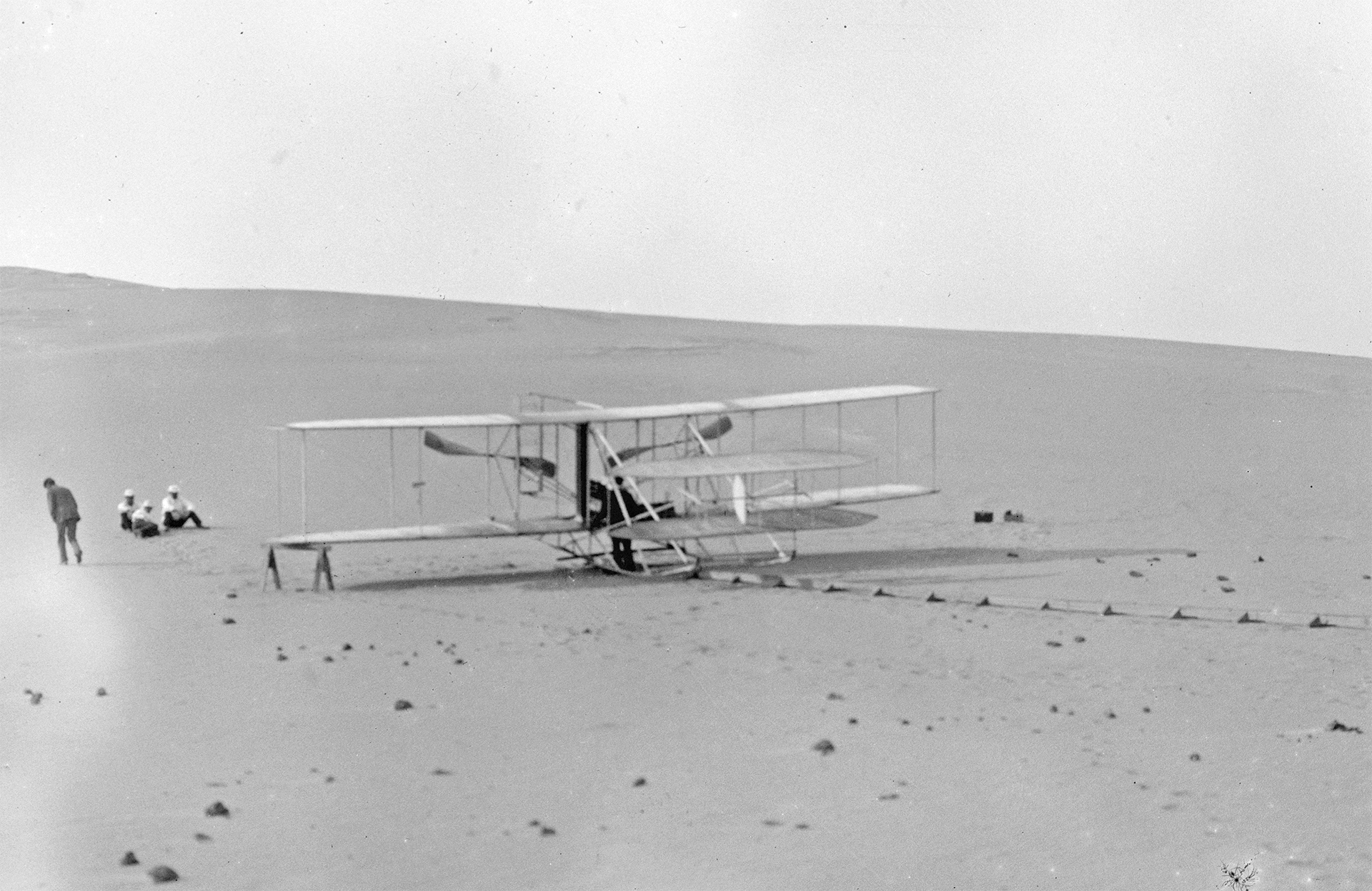
Flyerul din 1905 modificat la Kill Devil Hills, în 1908, gata pentru a efectua zboruri. Se observă că nu există niciun montaj de catapultă; toate decolările au fost efectuate doar cu monorailul.

În răspunsul la scrisorile fraților Wright, armata SUA și-a exprimat practic dezinteresul față de afirmațiile lor. Frații și-au îndreptat apoi atenția către Europa, în special Franța, unde entuziasmul pentru aviație era mare, și au călătorit acolo pentru prima dată în 1907 pentru discuții față-în-față cu oficiali guvernamentali și cu oameni de afaceri. Ei s-au întâlnit acolo și cu reprezentanți ai aviației din Germania și Regatul Unit. Înainte de călătorie, Orville a expediat în Franța un Flyer Model A⁠(d) nou construit, în așteptarea zborurilor demonstrative.

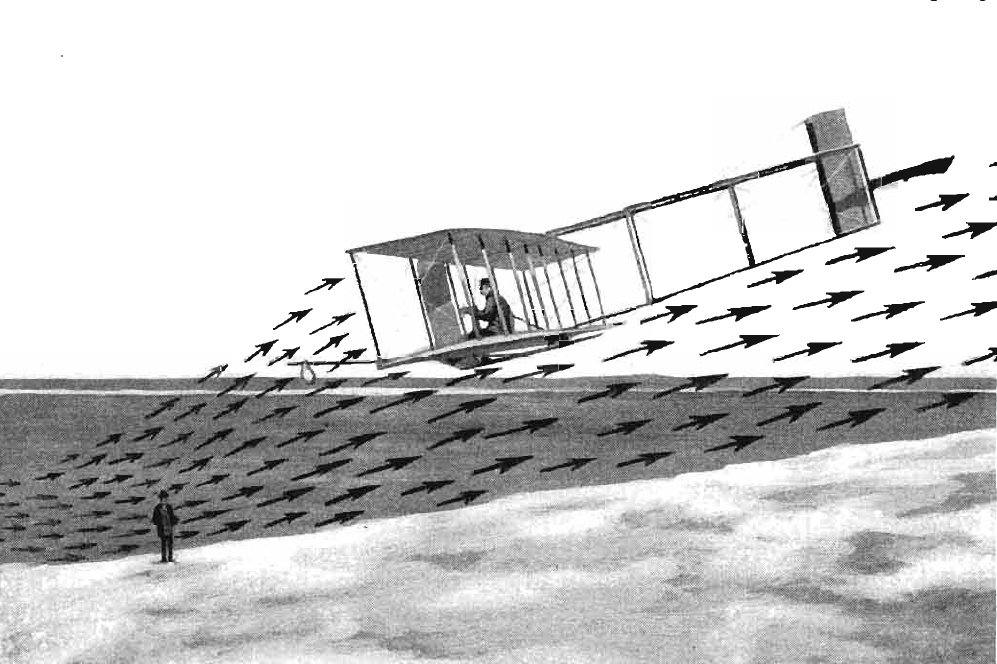
Înălțare în zbor, Kitty Hawk, oct. 1911. „Săgețile indică vânt de 50 de mile, arătând cum aparatul este susținut într-o poziție staționară”

În Franța, Wilbur l-a cunoscut pe Frank P. Lahm⁠(d), locotenent în Divizia Aeronautică⁠(d) a armatei SUA. El le-a scris superiorilor lui, netezind calea pentru o prezentare în persoană dată de Wilbur Consiliul de Artilerie și Fortificații al SUA din Washington, DC la întoarcerea în țară. De această dată, Consiliul a fost impresionat, spre deosebire de indiferența sa anterioară. Cu mai multe informații de la frații Wright, U.S. Army Signal Corps⁠(d) a emis specificația #486 în decembrie 1907, pentru a atrage oferte pentru construirea unui aparat de zbor sub contract cu armata. Frații Wright și-au prezentat oferta în ianuarie.
La începutul lui 1908, frații au convenit să încheie și un contract cu o companie franceză. În luna mai, ei s-au dus înapoi la Kitty Hawk cu Flyerul din 1905 pentru a exersa în privat pentru foarte importantele zboruri publice demonstrative, necesare pentru ambele contracte. Intimitatea s-a pierdut, după ce ziarele din New York au auzit despre teste și au trimis mai mulți reporteri la fața locului.
Contractele lor impuneau zborul cu un pasager, așa că au modificat Flyerul din 1905 instalând două locuri și adăugarea unor manete verticale de control. După testele cu saci de nisip în scaunul pasagerului, Charlie Furnas⁠(d), un ajutor de la Dayton, a devenit primul pasager al unui avion cu aripi fixe pe câteva zboruri scurte la 14 mai 1908. Pentru siguranță, și ca o promisiune făcută tatălui lor, Wilbur și Orville nu au zburat împreună. Cu toate acestea, mai multe ziare au relatat eronat la acea dată un zbor al lui Orville cu Furnas ca fiind ambii frați zburând împreună. Mai târziu în acea zi, după un zbor solo de șapte minute, Wilbur a suferit cel mai grav accident atunci când—încă neacomodat cu cele două noi manete de control—se pare că a mișcat una în sensul greșit și s-a prăbușit cu Flyerul în nisip la o viteză de 65–80 km/h. El a ieșit doar cu vânătăi și cu nasul tăiat, dar accidentul a pus capăt zborurilor de încercare și carierei de zbor a avionului.

### Revenirea la zboruri cu planoare
În octombrie 1911, Orville Wright a revenit la Outer Banks, pentru a efectua teste de siguranță și de stabilizare cu un nou planor⁠(d). Pe 24 octombrie, s-a înălțat timp de nouă minute și 45 de secunde, un record care a rezistat timp de aproape 10 ani, când planarea a apărut ca sport în anii 1920.

## Demonstrațiile publice

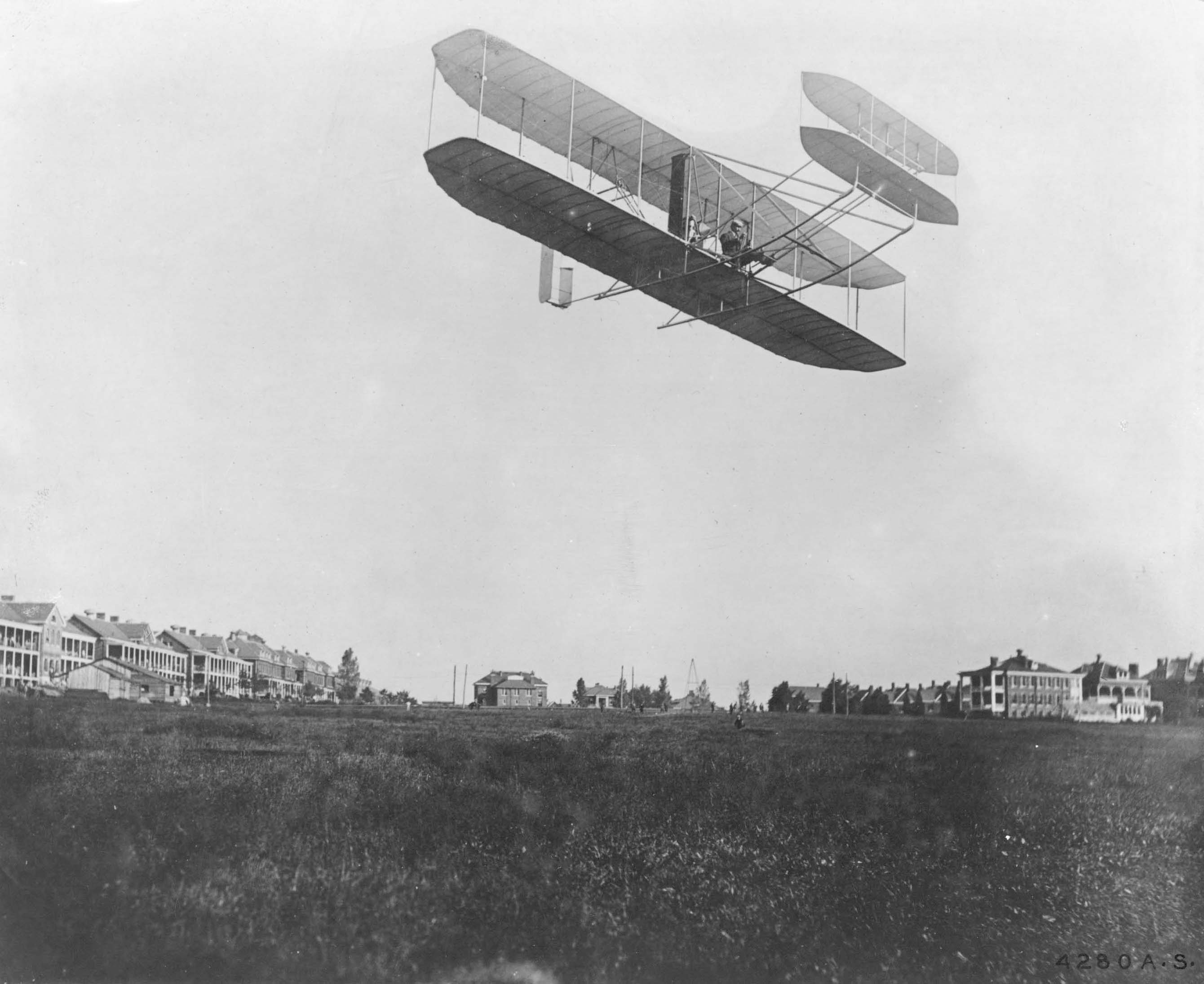
Orville demonstrând avionul pentru Armata SUA,, Virginia, septembrie 1908. Foto: C. H. Claudy.

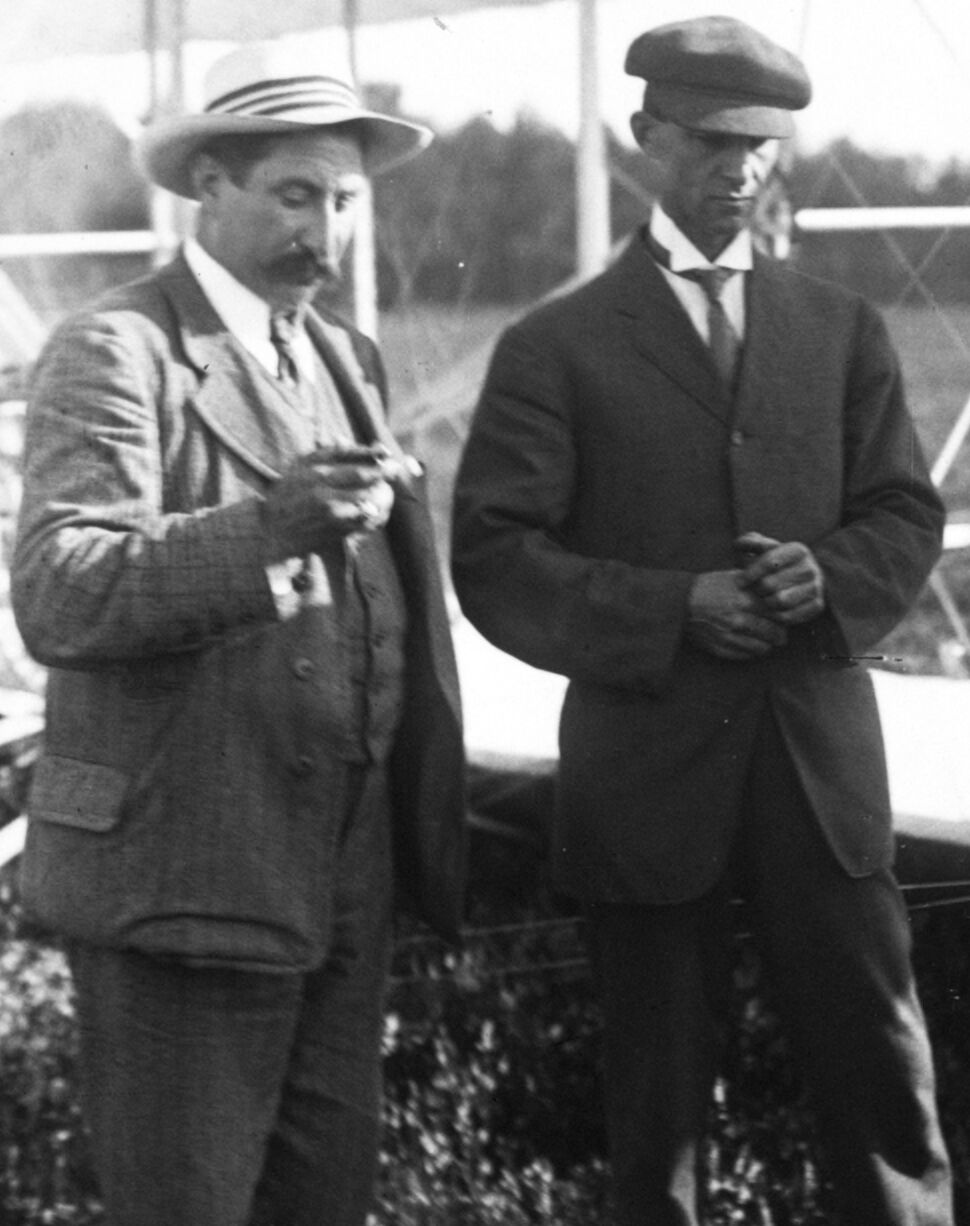
Hart O. Berg (stânga), agentul de afaceri al fraților Wright, și Wilbur la câmpul de zbor din apropiere de Le Mans.

Contractele fraților cu Armata SUA și cu consorțiul francez depindeau de succesul demonstrațiilor publice de zbor, făcute în anumite condiții. Frații a trebuit să-și împartă eforturile. Wilbur a plecat pe mare spre Europa; Orville urma să zboare în apropiere de Washington, DC.
Confruntat cu mult scepticism din partea comunității aeronautice franceze și pur și simplu disprețuit de unele ziare care îl făceau bluffeur, Wilbur a început demonstrații publice oficiale pe 8 august 1908, la hipodromul Hunaudières în apropierea orașului Le Mans, Franța. Primul său zbor a durat doar un minut și 45 de secunde, dar capacitatea lui de a face cu ușurință viraje cu aplecare și zboruri în cerc i-au uimit pe spectatori, inclusiv pe mai mulți pionieri francezi ai aviației, printre care Louis Blériot. În următoarele zile, Wilbur a făcut o serie de zboruri dificile din punct de vedere tehnic, inclusiv în opt, demonstrându-și abilitățile de pilot și capacitatea aparatului său de zbor, care le depășeau cu mult pe cele ale tuturor celorlalte aparate și ale tuturor celorlalți piloți ai vremii.
Publicul francez a fost încântat de realizările lui Wilbur și s-au înghesuit pe hipodrom cu miile, iar frații Wright au devenit imediat celebri în întreaga lume. Foștii sceptici și-au cerut scuze și i-au lăudat exuberant. Redactorul L'Aérophile⁠(d) Georges Besançon a scris că zborurile „au risipit complet toate îndoielile. Nici unul dintre foștii detractori ai fraților Wright nu mai îndrăznesc astăzi să pună la îndoială experimentele anterioare ale celor care au fost cu adevărat primii care au zburat ...” Promotorul francez al aviației Ernest Archdeacon scria: „pentru o lungă perioadă de timp, frații Wright au fost acuzați în Europa de bluff ... Astăzi sunt celebrați în Franța, și simt o plăcere intensă ... să retractez.”
Pe 7 octombrie 1908, Edith Berg, soția agentului european de afaceri al celor doi, a devenit prima pasageră americană, atunci când a zburat cu Wilbur—unul dintre mulții pasageri care au călătorit cu el, în acea toamnă. Wilbur a făcut cunoștință și cu Léon Bollée⁠(d) și familia sa. Bollée era proprietarul unei fabrici de automobile unde Wilbur avea să asambleze Flyerul și unde avea să primească ajutoare plătite. Bollée avea să zboare în acea toamnă cu Wilbur. Doamna Bollée era în ultimele luni de sarcină, când Wilbur a sosit la LeMans în iunie 1908 pentru a asambla Flyerul. Wilbur a promis că va face primul său zbor European în ziua când i se va naște copilul, așa cum s-a și întâmplat, la 8 august 1908.
Orville a urmat succesul fratelui său, demonstrând un alt Flyer aproape identic Armatei Statelor Unite, la Fort Myer⁠(d), Virginia, începând din 3 septembrie 1908. Pe 9 septembrie, el a făcut primul zbor de o oră, cu o durată de 62 de minute și 15 secunde.

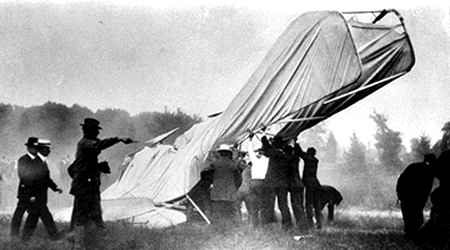
Prăbușirea de la Fort Myer. Fotografie de C. H. Claudy.

La 17 septembrie, locotenentul Thomas Selfridge⁠(d) a mers ca pasager, servind ca observator oficial. După câteva minute de zbor, la o altitudine de aproximativ 30 m, o elice s-a desprins și s-a spart, iar Flyerul a scăpat de sub control. Selfridge suferit o fractură de craniu în accident și a murit în acea seară, în apropiere de spitalul militar, devenind prima persoană decedată într-un accident de avion. Orville a fost și el grav rănit, suferind o fractură la piciorul stâng și patru coaste rupte. Doisprezece ani mai târziu, după dureri din ce în ce mai severe, o radiografie a relevat că accidentul a mai provocat și trei fracturi ale oaselor șoldurilor și un șold dislocat. Sora lui, Katharine, învățătoare, a venit rapid de la Dayton în Virginia și a stat la căpătâiul lui Orville în cele șapte săptămâni de spitalizare. Ea l-a ajutat să negocieze o prelungire de un an pentru contractul cu Armata. Un prieten în vizită la Orville în spital l-a întrebat, „Ți-a luat curajul?” „Curajul?", a repetat Orville, ușor nedumerit. „A, vrei să spui dacă o să-mi fie frică să mai zbor? Singurul lucru de care mi-e frică e că nu pot să mă fac bine la timp și că o să trebuiască să termin testele anul viitor."
Profund șocat și afectat de accident, Wilbur a devenit hotărât să facă demonstrații de zbor și mai impresionante; în următoarele zile și săptămâni, el a stabilit noi recorduri de altitudine și durată. În ianuarie 1909, Orville și Katharine au venit la el în Franța, și pentru un timp au fost trei dintre cei mai celebri oameni din lume, căutați de regi, bogați, reporteri și public. Regii din Regatul Unit, Spania și Italia au venit să-l vadă pe Wilbur zburând.

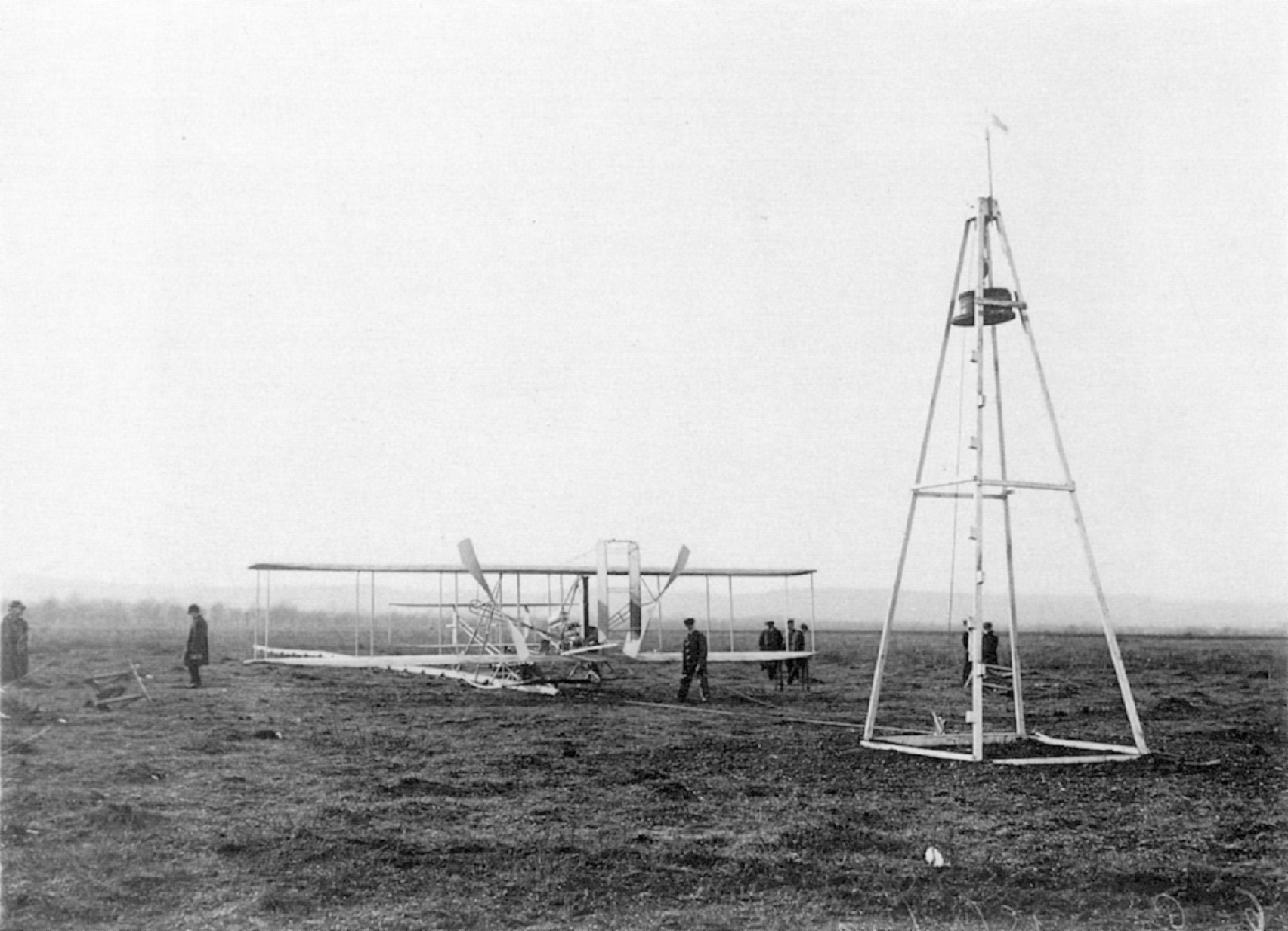
Flyer Wright Model A pilotat de către Wilbur între 1908-1909 și dispozitivul de lansare în Franța, 1909

Frații Wright au călătorit la Pau, în sudul Franței, unde Wilbur a făcut mult mai multe zboruri publice, oferind plimbări pentru numeroși ofițeri, jurnaliști și oameni de stat—și surorii lui, Katharine, pe 15 februarie. A antrenat doi piloți francezi, apoi a transferat avionul în proprietatea companiei franceze. În aprilie, frații Wright au plecat în Italia, unde Wilbur a asamblat un alt Flyer, oferind demonstrații și instruire mai multor piloți. Un cameraman italian, Federico Valle⁠(d), a urcat la bord și a filmat primul film dintr-un avion.
După întoarcerea lor în SUA, frații și Katharine au fost invitați la Casa Albă, unde președintele Taft le-a conferit decorații. Orașul Dayton i-a urmat cu o fastuoasă ceremonie și o petrecere de două zile. În iulie 1909, asistat de Wilbur, Orville a efectuat zboruri demonstrative pentru Armata SUA, îndeplinind cerințele unui aparat cu două locuri, capabil să zboare cu un pasager pentru o oră, la o viteză medie de 65 km/h și să aterizeze fără avarii. Au vândut avionul Diviziei Aeronautice a Armatei, U.S. Signal Corps pentru 30.000 de dolari (inclusiv un bonus de 5.000 de dolari pentru o viteză mai bună ca cea din caietul de sarcini). Apogeul unui an extraordinar pentru Wilbur a fost la începutul lunii octombrie, când a zburat la New York la aniversarea Hudson-Fulton⁠(d), înconjurând Statuia Libertății și făcând un zbor de 33 de minute în susul și în josul râului Hudson, pe lângă Manhattan în fața a până la un milion de newyorkezi. Aceste zboruri au stabilit și au consolidat faima fraților Wright în America.

### Zboruri în familie
Pe 25 mai 1910, înapoi la Huffman Prairie, Orville a pilotat două zboruri unicat. În primul rând, el a pornit într-un zbor de șase minute cu Wilbur ca pasager, singura dată când frații Wright au zburat împreună. Ei au primit permisiunea de la tatăl lor să facă zborul. Întotdeauna ei îi promiseseră lui Milton că nu vor zbura împreună pentru a evita șansa unei duble tragedii și pentru a asigura că un frate va rămâne să continue experimentele. Apoi, Orville l-a luat pe tatăl lui de 82 de ani într-un zbor de aproape șapte minute, singurul din viața lui Milton Wright. Aparatul s-a înălțat la peste 100 m în timp ce vârstnicul Wright îi cerea fiului său, „mai sus, Orville, mai sus!”

## Conflictele pe brevete
Frații Wright și-au scris singuri în 1903 cererea de brevet⁠(d), dar acesta le-a fost respinsă. În ianuarie 1904 l-au angajat pe avocatul de brevete Henry Toulmin din Ohio, și pe 22 mai 1906 au primit brevetul american 821393 pentru „îmbunătățiri noi și utile ale mașinilor de zbor”.

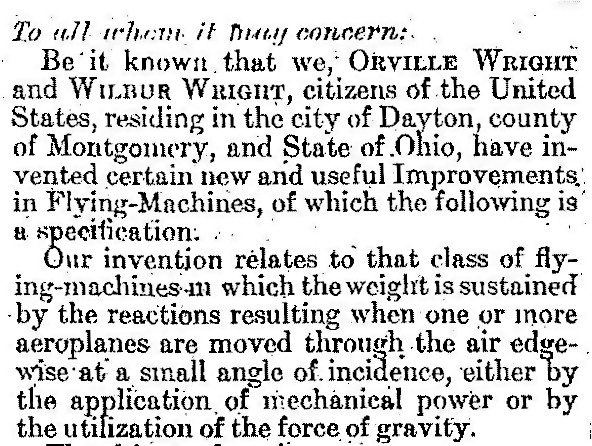
Arhiva

Brevetul ilustrează un aparat de zbor neautopropulsat—și anume planorul din 1902. Importanța brevetului constă în afirmarea unei metode noi și utile de a controla un aparat de zbor, autopropulsat sau nu. Este descrisă tehnica de răsucire a aripii, dar brevetul afirmă explicit că se pot utiliza și alte metode în locul răsucirii aripii pentru ajustarea porțiunilor exterioare din aripile unei mașini la unghiuri diferite în dreapta și în stânga pentru a realiza controlul lateral (al ruliului). Conceptul de variație a unghiului prezentat aerului în apropierea aripilor, prin orice metodă adecvată, este esențial pentru brevet. Brevetul descrie și cârma verticală orientabilă din spate și utilizarea ei inovatoare în combinație cu răsucirea aripilor, care permite avionului să-și facă un viraj coordonat, o tehnică care previne girațiile adverse⁠(d) periculoase, problemă pe care o avea Wilbur atunci când încerca să vireze cu planorul din 1901. În fine, brevetul descrie profundorul din față, folosit pentru urcare și coborâre.

### Încep procesele
Încercând să eludeze brevetul, Glenn Curtiss și alți aviatori au conceput eleroane care emulau controlul lateral descris în brevet și demonstrat de către Wright în zborurile publice.
Curând după zborul istoric din 4 iulie 1908, de un kilometru al lui Curtiss în AEA June Bug⁠(d), frații Wright l-au avertizat să nu le încalce brevetul prin vânzarea sau orice fel de afacere făcută cu aeronave care utilizează eleroane.
Curtiss era pe atunci membru al Aerial Experiment Association⁠(d) (AEA), condusă de Alexander Graham Bell, unde ajutase în 1908 la reinventarea eleroanelor de vârf de aripă pentru Aerodrome No. 2, cunoscut sub numele de White Wing⁠(d) (ceilalți membri ai AEA au fost consternați când Curtiss a ieșit pe neașteptate din organizația lor; mai târziu au ajuns să creadă că el vânduse drepturile asupra inovației lor comune Guvernului Statelor Unite).
Curtiss a refuzat să plătească licență fraților Wright și a vândut un avion echipat cu eleroane către Aeronautic Society din New York, în 1909. Fratii Wright au intentat un proces, începând un conflict juridic lung de ani de zile. Ei au dat în judecată și aviatorii străini care au zburat la expoziții în SUA, inclusiv pe aviatorul francez Louis Paulhan⁠(d). Oamenii lui Curtiss au sugerat ironic că, dacă cineva sare în aer și dă din mâini, frații Wright o să-l dea în judecată.
Companiile europene care cumpăraseră brevete străine primite de frații Wright au intentat și ele procese altor producători din țările lor. Aceste procese au fost doar parțial încununate de succes. În ciuda unei decizii în favoarea fraților Wright în Franța, manevrele legale au durat până la expirarea brevetului în 1917. Un tribunal german a decis că brevetul nu este valabil din cauza dezvăluirii prealabile în discursuri de către Wilbur Wright în 1901 și Chanute în 1903. În SUA, Wright a ajuns la un acord cu Aero Club of America⁠(d) pentru licențerea demonstrațiilor aprobate de Club, eliberându-i pe piloții participanți de răspunderea juridică. Promotorii spectacolelor aprobate au plătit licențe fraților Wright.

Frații Wright au câștigat inițial cazul împotriva lui Curtiss, în februarie 1913, când un judecător a decis că eleroanele sunt acoperite de brevet. Compania lui Curtiss compania a făcut apel.
Din 1910 până la moartea sa, de febră tifoidă, în 1912, Wilbur și-a asumat rolul de lider în lupta pe brevete, călătorind neîncetat pentru a se consulta cu avocații și a depune mărturie în ceea ce simțea că este o cauză morală, în special împotriva lui Curtiss, care își crea o companie mare de fabricare a aeronavelor. Preocuparea fraților Wright cu problema juridică le-a înăbușit însă munca la modele noi, și prin 1911 avioanele Wright erau considerate inferioare celor ale producătorilor europeni. Într-adevăr, dezvoltarea aviației din SUA a fost suprimată în asemenea măsură încât, atunci când SUA au intrat în Primul Război Mondial, nu erau disponibile avioane acceptabile proiectate în Statele Unite, iar forțele americane au fost nevoite să folosească aparate franceze. Orville și Katharine Wright credeau că Curtiss este parțial responsabil pentru moartea prematură a lui Wilbur, care a survenit în urma istovitoarelor călătorii și a stresului bătăliilor juridice.

### Victoria și cooperarea
În ianuarie 1914, o Curte de Apel în Circuit a SUA a confirmat verdictul împotriva companiei lui Curtiss, care a continuat să evite sancțiuni juridice prin tactici legale. Orville se pare că s-a simțit mulțumit cu decizia și, spre marea frustrare a directorilor companiei, nu a forțat energic alte acțiuni legale pentru a asigura monopolul producției. În fapt, el punea la cale vânzarea companiei și a plecat în 1915. În 1917, când Primul Război Mondial era în curs de desfășurare, guvernul SUA a făcut presiuni asupra industriei să formeze o organizare de licențiere reciprocă, Manufacturers Aircraft Association, cărora companiile membre îi plăteau o taxă forfetară pentru utilizarea brevetelor de aviație, inclusiv a brevetelor fraților Wright (primul și cele ulterioare). Compania Wright-Martin (succesoarea companiei Wright) și compania Curtiss (care avea și ea o serie de brevete) au primit fiecare câte 2 milioane de dolari. „Războiul brevetelor⁠(d)” s-a încheiat, deși au mai rămas probleme laterale dezbătute în instanțe până la 1920. Ca o ironie, Wright Aeronautical⁠(d) (o altă succesoare) și Curtiss Aeroplane au fuzionat în anul 1929 pentru a forma Curtiss-Wright⁠(d), care și astăzi mai funcționează, producând componente de înaltă tehnologie pentru industria aerospațială.
Istoricul aviației Charles Harvard Gibbs-Smith⁠(d) a afirmat de mai multe ori că victoria legală a fraților Wright ar fi fost „îndoielnică” dacă s-ar fi știut în perioada 1903–1906 de un brevet din 1868 al unei „invenții anterioare dar pierdute” a lui Matthew Piers Watt Boulton⁠(d) din Regatul Unit. Brevetul, intitulat Aërial Locomotion &c, descria mai multe îmbunătățiri și designuri conceptuale ale motoarelor, și cuprindea o descriere tehnică și desene pentru un sistem de control cu eleroane⁠(d) cu o funcționalitate opțională ce avea rol de funcționare ca pilot automat. De fapt, acest brevet era bine cunoscut participanților la procesul Wright-Curtiss. Un judecător federal care a trecut în revistă invențiile și brevetele anterioare și a susținut brevetul Wright împotriva companiei Curtiss ajunsese la concluzia contrară celei a lui Gibbs-Smith, afirmând că brevetul Boulton „nu anticipează”.

### Reacțiile publicului
Procesele au deteriorat imaginea publică a fraților Wright, care până atunci fuseseră considerați, în general, niște eroi. Criticii au spus că frații sunt lacomi și nedrepți și au comparat nefavorabil acțiunile lor cu inventatorii europeni, lucrau mai deschis. Susținătorii lor spuneau că frații își protejau interesele lor legitime și că este justificat ca ei să se aștepte la o compensație echitabilă pentru anii de muncă care au condus la o invenție de succes. Prietenia lor de 10 ani cu Octave Chanute, deja tensionată de dezacordurile asupra a cât credit merită ei pentru succesul lor, s-a prăbușit după ce acesta le-a criticat public acțiunile.

## În afaceri
Wright Company⁠(d) a fost înființată la 22 noiembrie 1909. Frații și-au vândut brevetele companiei pentru 100.000 de dolari și au primit și o treime din acțiuni într-o emisiune de acțiuni de un milion de dolari și un drept de 10 procente din fiecare avion vândut. Cu Wilbur în calitate de președinte și Orville ca vicepreședinte, compania a înființat o fabrică în Dayton și o școală de zbor⁠(d)/aerodrom de test la Huffman Prairie; sediul central era în New York City.

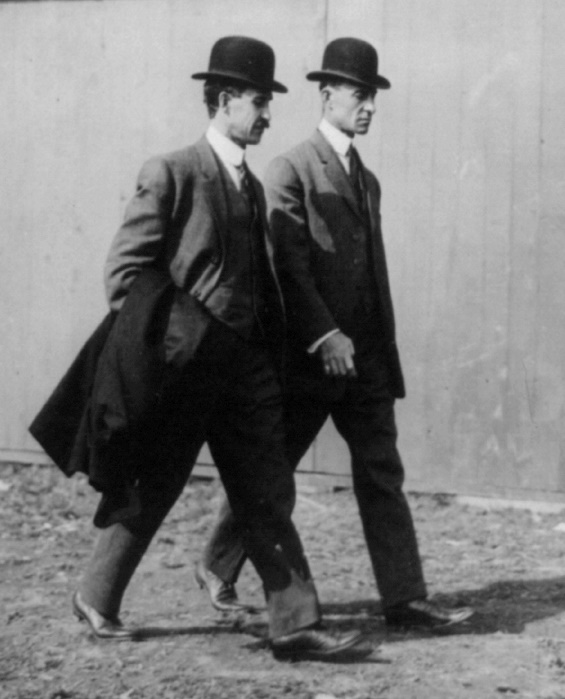
Frații Wright la Aviation Meet în 1910

La mijlocul anului 1910, frații Wright au schimbat designul pentru Wright Flyer, mutând profundorul orizontal din față în spate și adăugând roți, deși au păstrat patinele ca parte a unității trenului de rulare. A devenit evident de-atunci că un profundor pe spate ar face avionul mai ușor de controlat, mai ales că vitezele mai mari deveneau mai frecvente. Noua versiune a fost denumită „Model B”, deși inițial designul canard original nu fusese niciodată denumit „Model” de către frații Wright. Cu toate acestea, U. S. Army Signal Corps, care a cumpărat avionul, i-a spus „Wright Tip A”.
Nu erau mulți clienți pentru avioane, astfel încât în primăvara anului 1910 frații Wright au angajat și instruit o echipă⁠(d) de piloți de expoziție salariați ca să facă demonstrații cu mașinile lor și să câștige premii în bani pentru companie—în ciuda disprețului lui Wilbur pentru ceea ce el a numea „afaceri cu saltimbanci”. Echipa a debutat la Indianapolis Speedway pe 13 iunie. Până la sfârșitul anului, piloții Ralph Johnstone⁠(d) și Arc Hoxsey⁠(d) au murit în accidente la spectacolele aviatice, iar în noiembrie 1911 frații au desființat echipa în care lucraseră nouă oameni (alți patru foști membri ai echipei au murit în accidente după aceea).
Wright Company a efectuat primul transport aerian comercial de mărfuri cunoscut pe 7 noiembrie 1910, ducând două baloturi de mătase pentru rochii cale de 105 km de la Dayton la Columbus, Ohio, pentru Morehouse-Martens Department Store, care a plătit 5.000 de dolari. Pilotul companiei, Phil Parmelee⁠(d), a efectuat zborul—mai mult un exercițiu de publicitate decât o simplă livrare—într-o oră și șase minute cu marfa legată în scaunul pasagerului. Mătasea a fost tăiată în bucăți mici și vândută ca suvenir.
Între 1910 și 1916 Wright Flying School⁠(d) de la Huffman Prairie a pregătit 115 piloți, care au fost instruiți de către Orville și asistenții săi. Mai mulți cursanți au devenit celebri, între care Henry "Hap" Arnold⁠(d), care a ajuns general cu cinci stele, a comandat Forțele Aeriene ale Armatei SUA în al Doilea Război Mondial, și a devenit primul șef al U. S. Air Force; Calbraith Perry Rodgers⁠(d), care a făcut primul zbor de pe o coastă pe alta în 1911 (cu multe opriri și accidente) într-un Wright Model EX-numit „Vin Fiz⁠(d)” după băutura de struguri a sponsorului⁠(d); și Eddie Stinson, fondator al Stinson⁠(d).

### Accidentele armatei
În 1912-1913 o serie de accidente mortale ale avioanelor Wright cumpărate de către Armata SUA a pus în discuție siguranța și designul lor. Numărul morților ajunsese la 11, prin 1913, jumătate din ele în Wright model C. Toate cele șase avioane model C ale Armatei s-au prăbușit. Ele aveau tendința de a intra în picaj, dar Orville a insistat că aceste cazuri erau cauzate de erori de pilotaj. El a cooperat cu Armata pentru a echipa avioanele cu un indicator rudimentar de zbor pentru a ajuta pilotul să evite urcările prea abrupte. O anchetă guvernamentală a spus că Wright C era „nepotrivit din punct de vedere dinamic pentru zbor”, și armata americană a pus capăt utilizării de avioane cu elice cu împingere, inclusiv modelelor produse de companiile Curtiss și Wright, în care motorul era amplasat în spatele pilotului și putea să-l zdrobească într-un accident. Orville s-a opus trecerii la fabricarea de avioane cu elice tractoare⁠(d), îngrijorat de faptul că o schimbare de design ar putea amenința procesul de încălcarea brevetului intentat de Wright împotriva lui Curtiss.

## Disputa cu Smithsonian
Samuel Pierpont Langley⁠(d), secretarul Institutului Smithsonian din 1887 până la moartea sa, în 1906, experimentase de ani de zile cu modele de aparate de zbor și a și făcut să zboare modele miniaturale de aparate propulsate, cu aripi fixe, fără om la bord, în 1896 și 1903. Două teste efectuate de el cu al lui Aerodrome, de dimensiuni normale, autopropulsat și cu om la bord efectuate în octombrie și decembrie 1903 au fost însă eșecuri totale. Cu toate acestea, Smithsonian avea să-l expună cu mândrie pe Aerodrome în muzeul său ca fiind primul aparat mai greu decât aerul „capabil” de zbor autopropulsat cu echipaj, împingând invenția fraților Wright la un statut secundar și declanșând un conflict de decenii cu Orville Wright, al cărui frate primise ajutor de la Smithsonian atunci când își începuse drumul către zbor. (În mod ironic, frații Wright fuseseră laureații inițiali ai Medaliei Samuel P. Langley pentru Aerodromică⁠(d) din partea Smithsonian în 1910.)

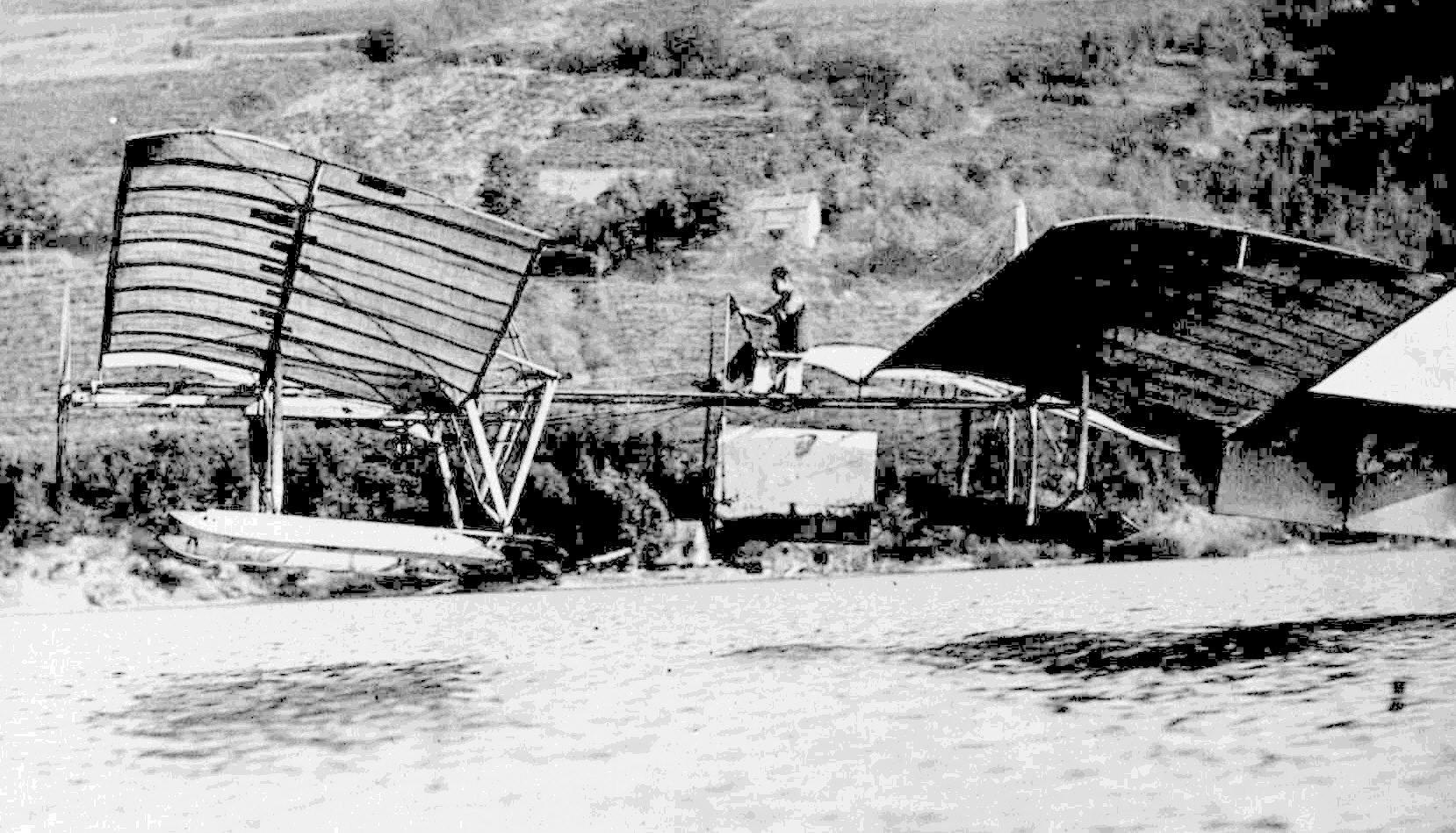
Elwood Doherty, un pilot de la Curtiss, decolează cu un modificat structural peste de lângă, 17 septembrie 1914.

Smithsonian își întemeia afirmația pe scurtele zboruri de încercare pentru Aerodrome efectuate de Glenn Curtiss și echipa sa în 1914. Smithsonian i-a permis lui Curtiss să facă modificări majore ale aparatului înainte de a încerca să zboare cu el.
Smithsonian spera să salveze reputația aeronautică a lui Langley demonstrând că Aerodrome putea zbura; Curtiss a vrut să demonstreze același lucru pentru a câștiga procesele de brevetare intentate de frații Wright împotriva lui. Testele nu au avut niciun efect asupra disputei de brevete, dar Smithsonianul a profitat de ele la maxim, punând pe Aerodrome la loc de cinste în muzeul și în publicațiile sale. Institutul nu a dezvăluit amplele modificări ale lui Curtiss, dar Orville Wright a aflat de ele de la fratele lui, Lorin, și de la un prieten apropiat al lui și al lui Wilbur, Griffith Brewer, care fusese martor și fotografiase unele dintre teste.

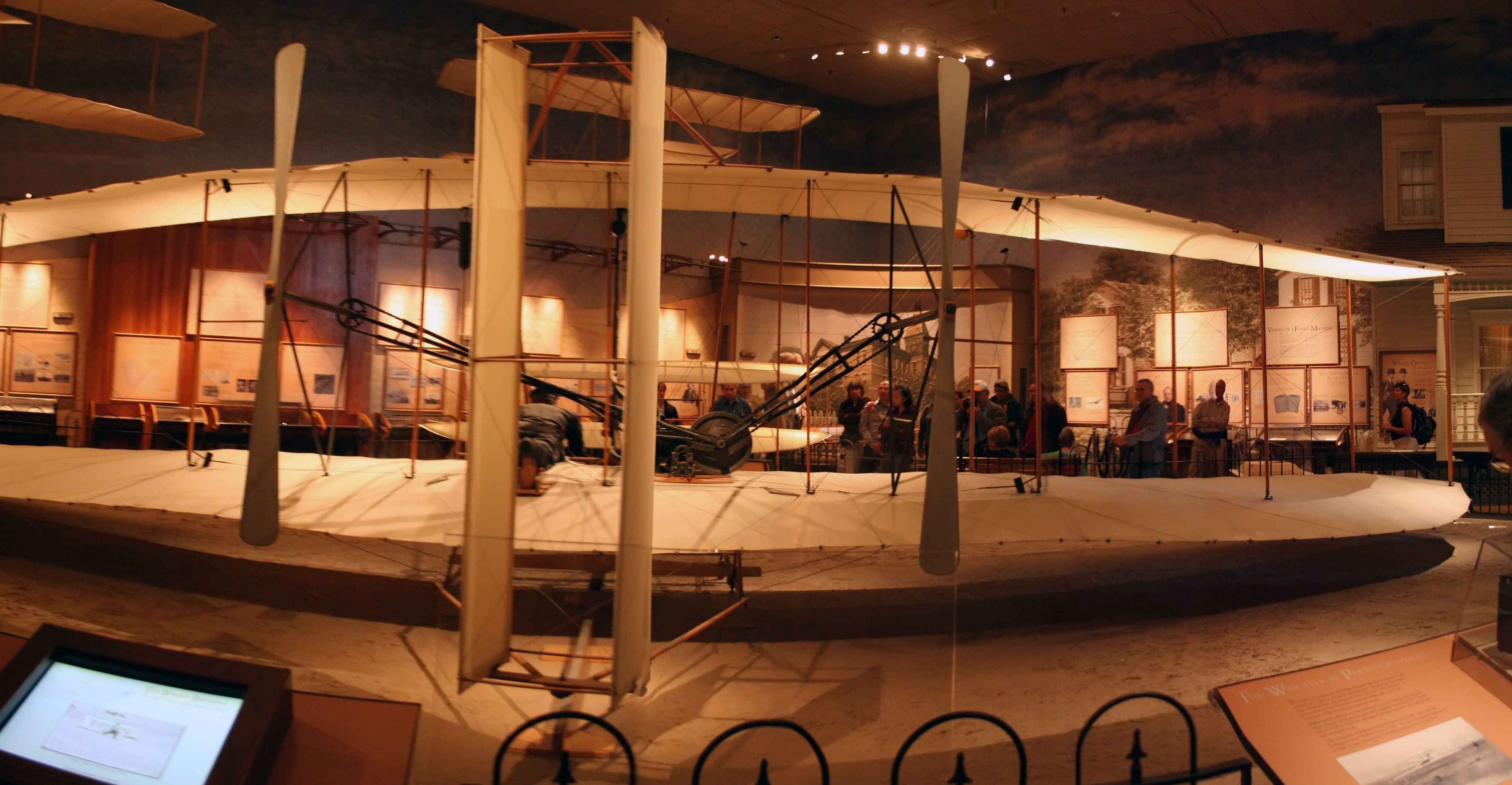
Wright Flyer original din 1903 la din Washington, DC

Orville a obiectat repetat față de denaturarea lui Aerodrome, dar Smithsonianul a fost de neînduplecat. Orville a răspuns împrumutând Kitty Hawk Flyer din 1903 Muzeului de Știință din Londra⁠(d) în 1928, refuzând să-l doneze Smithsonianului cât timp Institutul „pervertește” istoria aparatelor de zbor. Orville nu mai avea să-și vadă niciodată invenția din nou, el murind înainte de revenirea ei în Statele Unite. Charles Lindbergh a încercat să medieze disputa, fără niciun rezultat. În 1942, după ani de publicitate negativă, și încurajat de către biograful fraților Wright, Fred C. Kelly⁠(d), Smithsonianul a cedat în sfârșit, publicând în premieră o listă a modificărilor făcute la Aerodrome și retractând declarațiile false făcute despre testele din 1914. Orville a solicitat apoi în particular British Museum să returneze Flyerul, dar avionul a rămas depozitat pentru protecție pe durata celui de al Doilea Război Mondial și, în sfârșit, a venit acasă abia după moartea lui Orville.
La 23 noiembrie 1948, executorii testamentari ai averii lui Orville au semnat un acord pentru a achiziționa Flyerului de către Smithsonian pentru un dolar. La insistențele executorilor, acordul cuprindea și condiții stricte pentru expunerea avionului.
Textul acordului cuprinde frazele: „nici Institutul Smithsonian și nici succesoarele sale, nici orice muzeu sau altă agenție, birou sau organizație administrată pentru Statele Unite ale Americii de către Institutul Smithsonian sau succesoarele ei nu va publica și nu va permite să se expună vreo afirmație sau etichetă în legătură cu sau în raport cu orice model sau design de dată anterioară aeroplanului Wright 1903, susținând că un asemenea aparat ar fi fost capabil să transporte un om într-un zbor controlat autopropulsat.” Dacă acest acord nu este respectat, aparatul poate fi revendicat de moștenitorii fraților Wright. Unii pasionați de aviație, în special cei ce promovează memoria lui Gustave Whitehead⁠(d), acuză acum Smithsonianul că refuză să cerceteze afirmații despre unele zboruri anterioare. După o ceremonie la muzeul Smithsonian, Flyerul a intrat în expunere publică la 17 decembrie 1948, la 45 de ani de la singura zi în care a zburat cu succes. Nepotul fraților Wright, Milton (fiul lui Lorin), care văzuse în copilărie planoarele și Flyerul în construcție în atelierul de biciclete, a ținut o scurtă cuvântare și a transferat formal aparatul Smithsonianului, care l-a expus alături de eticheta:
| Avionul original al fraților Wright Primul aparat autopropulsat, mai greu decât aerul, din lume în care omul a făcut zbor liber, controlat și susținut Inventat și construit de către Wilbur și Orville Wright Pilotat de ei la Kitty Hawk, Carolina de Nord, 17 decembrie 1903 Prin cercetare științifică originală, frații Wright au descoperit principiile zborului uman Ca inventatori, constructori, și piloți au dezvoltat în continuare avionul, au învățat omul să zboare, și au deschis epoca aviației |

## Ultimii ani

### Wilbur

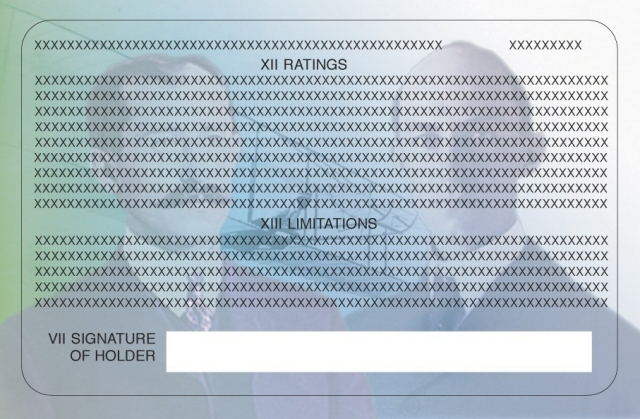
Reversul unui cu o imagine a fraților Wright.

Niciunul din frați nu s-a căsătorit. Wilbur glumea odată că el nu are timp și pentru soție și pentru avion. După un scurt zbor de antrenament cu un pilot german la Berlin în iunie 1911, Wilbur nu a mai zburat. El s-a preocupat treptat mai mult cu probleme de afaceri pentru Wright Company și s-a ocupat cu diferite procese. În timp ce se ocupa de procesele de brevete, care au pus mare presiune pe amândoi frații, Wilbur a scris într-o scrisoare către un prieten francez: „când ne gândim ce am fi putut realiza dacă am fi avut cum să dedicăm acest timp experimentelor, ne simțim foarte triști, dar este întotdeauna mai ușor să te ocupi de lucruri decât de oameni, și nimeni nu-și poate direcționa viața în întregime după cum alege.” Wilbur a petrecut următorul an înainte de moartea sa în călătorii, cu șase luni în Europa, participând la diverse probleme de afaceri și juridice. Wilbur a cerut orașelor americane să facă la fel ca cele europene – în special în filosofia pariziană de repartizare a spațiilor publice generoase aproape fiecare clădire publică importantă. El a mers constant mult și între New York, Washington și Dayton. Toate solicitările își spuneau cuvântul asupra fizicului lui Wilbur. Orville remarca faptul că el „vine acasă palid”.
Familia a hotărât să se construiască o nouă casă, mult mai mare, folosind banii câștigați de frații Wright prin invențiile și afacerile lor. Numită cu afecțiune Hawthorn Hill⁠(d), construcția ei a început în Oakwood, Ohio⁠(d), o suburbie a Daytonului, în timp ce Wilbur era în Europa. Katharine și Orville au supervizat proiectul în absența lui. Singura cerere cunoscută a lui Wilbur pentru proiectarea casei a fost ca să aibă o cameră cu baie proprie. Frații au angajat firma de arhitectură Schenck & Williams⁠(d) să proiecteze casa, cu sugestii din partea lui Wilbur și Orville. Wilbur nu a trăit să vadă finalizarea acesteia, în 1914.
S-a îmbolnăvit într-o călătorie de afaceri la Boston în aprilie 1912, boala fiind uneori atribuită consumului de pește stricat, la un banchet. După întoarcerea de la Dayton, la începutul lunii mai 1912, cu mintea și trupul obosite, s-a îmbolnăvit din nou și a fost diagnosticat cu febră tifoidă. El a rezistat o vreme, simptomele revenind recurent și pentru mai multe zile. Wilbur a murit la vârsta de 45 de ani, la casa familiei Wright pe 30 mai. Tatăl lui a scris despre Wilbur în jurnalul său:

„O viață scurtă, plină de consecințe. Un intelect fără greș, un temperament imperturbabil, cu mare încredere în sine și de o mare modestie, văzând dreptatea cu claritate, urmărind-o cu fermitate, a trăit și a murit.”

### Orville

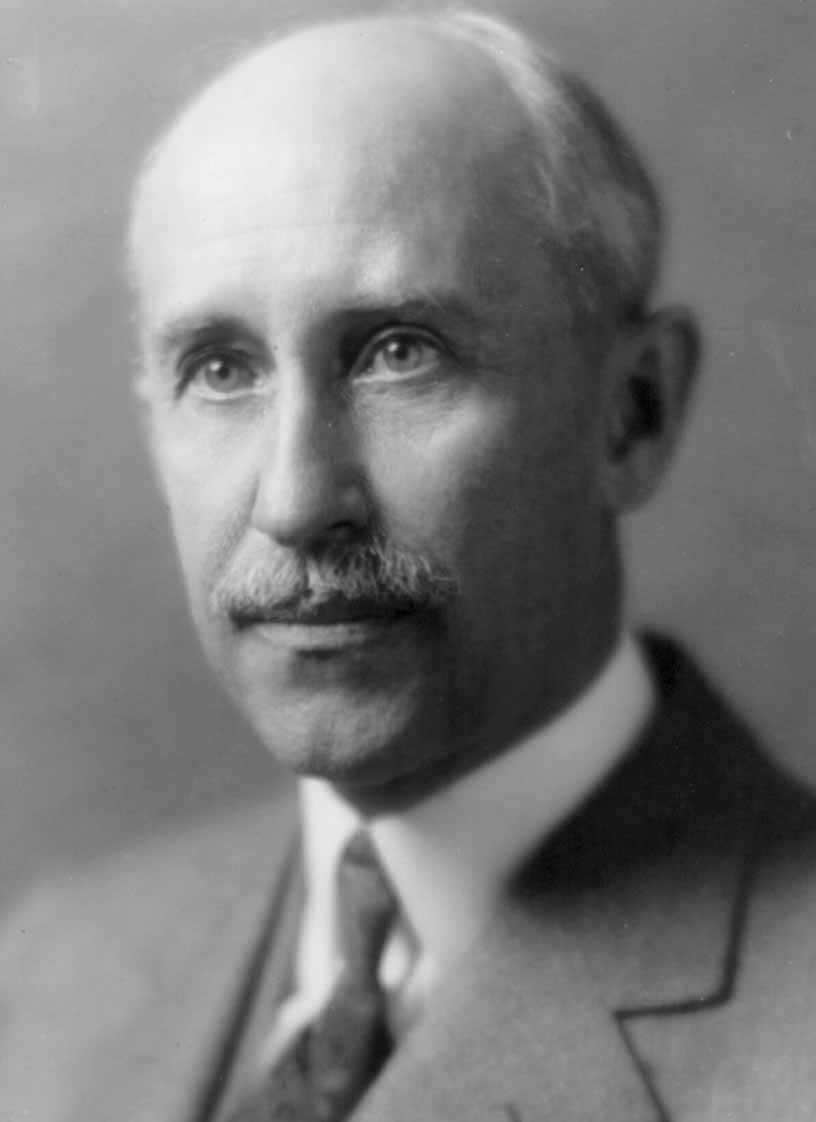
Orville Wright, 1928

Orville a urmat fratelui lui la președinția Wright Company. Împărtășind dezgustul lui Wilbur pentru afaceri, dar nu fratelui și competențele administrative ale acestuia, Orville a vândut compania în 1915.
După 42 de ani de viață la reședința lor de pe Hawthorn Street nr. 7, Orville, Katharine și tatăl lor, Milton, s-au mutat la Hawthorn Hill în primăvara anului 1914. Milton a murit în somn la 3 aprilie 1917, la vârsta de 88 de ani. Până la moartea sa, Milton a fost foarte activ, preocupat cu cititul, scrisul de articole pentru publicații religioase și plimbări de dimineață. În Dayton, el mărșăluise și într-un miting pentru dreptul la vot al femeilor, împreună cu Orville și Katharine.
Orville a făcut ultimul său zbor ca pilot în 1918 într-un 1911 Model B. S-a retras din afaceri și a devenit veteran al aviației, făcând parte din diverse consilii și comitete oficiale inclusiv din Comitetul Național Consultativ pentru Aeronautică⁠(d) (NACA), agenție predecesoare a Administrației Naționale Aeronautice și Spațiale (NASA) și în Camera de Comerț Aeronautică (ACCA), predecesoarea Aerospace Industries Association⁠(d) (AIA).
Katharine s-a căsătorit cu Henry Haskell din Kansas City, un fost coleg de clasă de la Oberlin, în 1926. Orville era furios și neconsolat, simțind că a fost trădat de către Katharine. El a refuzat să participe la nuntă și chiar să comunice cu ei. În cele din urmă, el a acceptat să o mai vadă, se pare că la insistențele lui Lorin, chiar înainte ca ea a să moară de pneumonie la 3 martie 1929.
Orville Wright a lucrat în NACA 28 de ani. În 1930, el a primit prima Medalie Daniel Guggenheim înființată în 1928 de către Fondul pentru Promovarea Aeronauticii Daniel Guggenheim. În 1936, a fost ales membru al Academiei Naționale de Științe.
Pe 19 aprilie 1944, al doilea Lockheed Constellation⁠(d), pilotat de Howard Hughes și de președintele TWA⁠(d) Jack Frye⁠(d), a zburat din Burbank, California, până la Washington, DC în 6 ore și 57 minute (3680 km – 520 km/h). La întoarcere, avionul s-a oprit la Wright Field⁠(d) pentru a-i da lui Orville Wright ultimul său zbor cu avionul, la peste 40 de ani după primul zbor istoric. E posibil ca el să fi și manevrat comenzile aeronavei pentru scurt timp. El a comentat că anvergura aripilor la Constellation era mai mare decât distanța primului lui zbor.
Ultimul proiect major al lui Orville a fost supravegherea recuperării și conservării lui Wright Flyer III din 1905, pe care istoricii îl descriu ca fiind primul avion practic.
Orville și-a exprimat tristețea într-un interviu ani mai târziu, pentru moartea și distrugerile aduse de bombardiere în al Doilea Război Mondial:

„Am îndrăznit să sperăm că a inventat ceva care va aduce o pace durabilă pe pământ. Dar ne-am înșelat ... Nu, eu nu regret nimic despre rolul meu în inventarea avionului, deși nimeni nu ar putea să deplângă mai mult decât mine distrugerea cauzată de acesta. Mă gândesc la avion [ca invenție] la fel ca și la foc. Adică regret teribil daunele cauzate de foc, dar cred că este bine pentru rasa umană că cineva a descoperit cum să aprindă focul și că am învățat cum să dăm focului mii de întrebuințări importante.”

Orville a murit pe 30 ianuarie 1948, la peste 35 de ani după fratele său, după al doilea atac de cord, după ce a trăit din epoca căruțelor cu cai de vârstă până la începuturile zborului supersonic. Ambii frați sunt îngropați în cavoul familiei de la Woodland Cemetery and Arboretum⁠(d). John T. Daniels⁠(d), ofițerul de pază de coastă care a făcut celebra fotografie a primului zbor fotografie, a murit a doua zi după Orville.

## Revendicări concurente
Onoarea primului zbor a fost revendicată și în numele lui Clement Ader, Gustave Whitehead⁠(d), Richard Pearse⁠(d), și Karl Jatho⁠(d) pentru diferitele teste documentate în 1903 și în anii anteriori. Se mai fac și afirmații despre un prim zbor după 1903 pentru Traian Vuia și Alberto Santos-Dumont. Susținătorii pionierilor de după Wright susțin că tehnicile utilizate de către frații Wright îi descalifică drept autori ai primului zbor de avion. Aceste tehnici au fost: șina de lansare; patine în loc de roți; decolarea contra vântului; și catapulta de după 1903. Susținătorii fraților Wright susțin că zborurile demonstrate, repetate, controlate și susținute ale fraților îi îndreptățesc pentru titlul de inventatori ai avionului, indiferent de aceste tehnici. Istoricul aviației Charles Harvard Gibbs-Smith a fost un susținător al întâietății fraților Wright. El a scris că și o ușă de hambar poate fi făcută să „zboare” pe o distanță scurtă, dacă i se aplică suficientă energie; el a stabilit că experimentele foarte limitate de zbor ale lui Ader, Vuia și ale altora au fost mai degrabă „salturi propulsate” și nu zboruri de avion controlate în totalitate.

## Rivalitatea

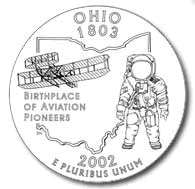
a statului Ohio ilustrează aparatul din 1905 construit și pilotat în Ohio, așa cum apare într-o celebră fotografie din

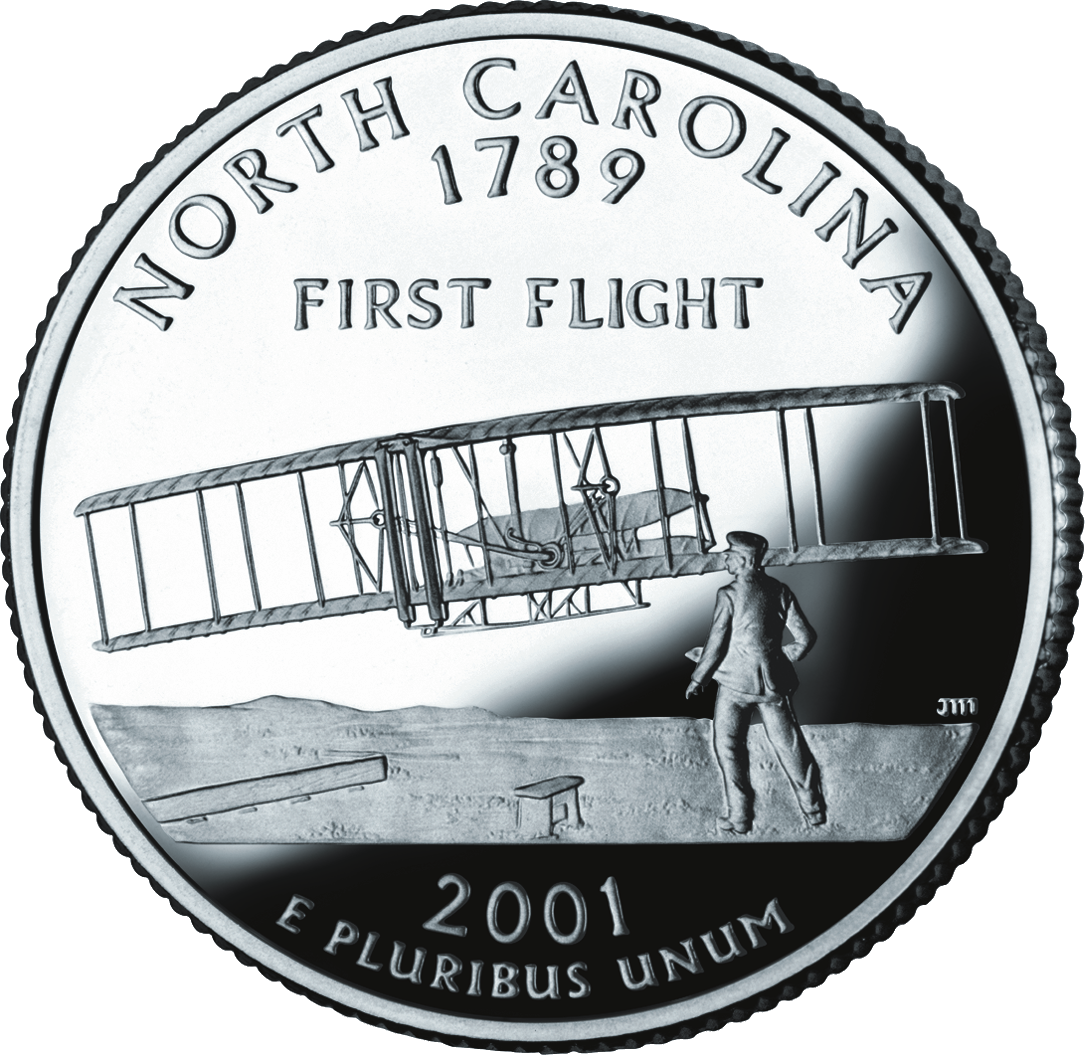
a statului Carolina de Nord ilustrează celebra fotografie a primului zbor din 1903 cu la, Carolina de Nord

Statele americane Ohio și Carolina de Nord se mândresc ambele cu frații Wright și cu invențiile lor care au schimbat lumea—Ohio pentru că frații au dezvoltat proiectul și au construit aparatele în Dayton, și Carolina de Nord pentru că Kitty Hawk a fost locul primului zbor al fraților Wright. Într-un spirit de rivalitate amicală, Ohio adoptat sloganul „locul de naștere al aviației” (mai târziu „locul de naștere al pionierilor aviației”, recunoscându-i nu numai pe frații Wright, ci și pe astronauții John Glenn și Neil Armstrong, ambii originari din Ohio). Sloganul apare pe numerele de înmatriculare din statul Ohio⁠(d). Carolina de Nord folosește sloganul „primii în zbor” pe plăcuțele de înmatriculare.
Locul primelor zboruri din Carolina de Nord este conservat ca Monumentul Național Frații Wright, în timp ce clădirile lor din Ohio fac parte din Parcul Național Istoric al Aviației Dayton. Întrucât pozițiile ambelor două state au argumente favorabile, și pentru că fiecare a jucat un rol semnificativ în istoria zborului, niciunul din cele două nu are exclusivitate asupra realizării fraților Wright.
Indiferent de concurența între cele două state, în 1937 ultimul atelier de biciclete și ultima casă a familiei Wright au fost mutate de la Dayton la Muzeul Henry Ford⁠(d) în Dearborn⁠(d), unde se află și azi.